# Pesticide

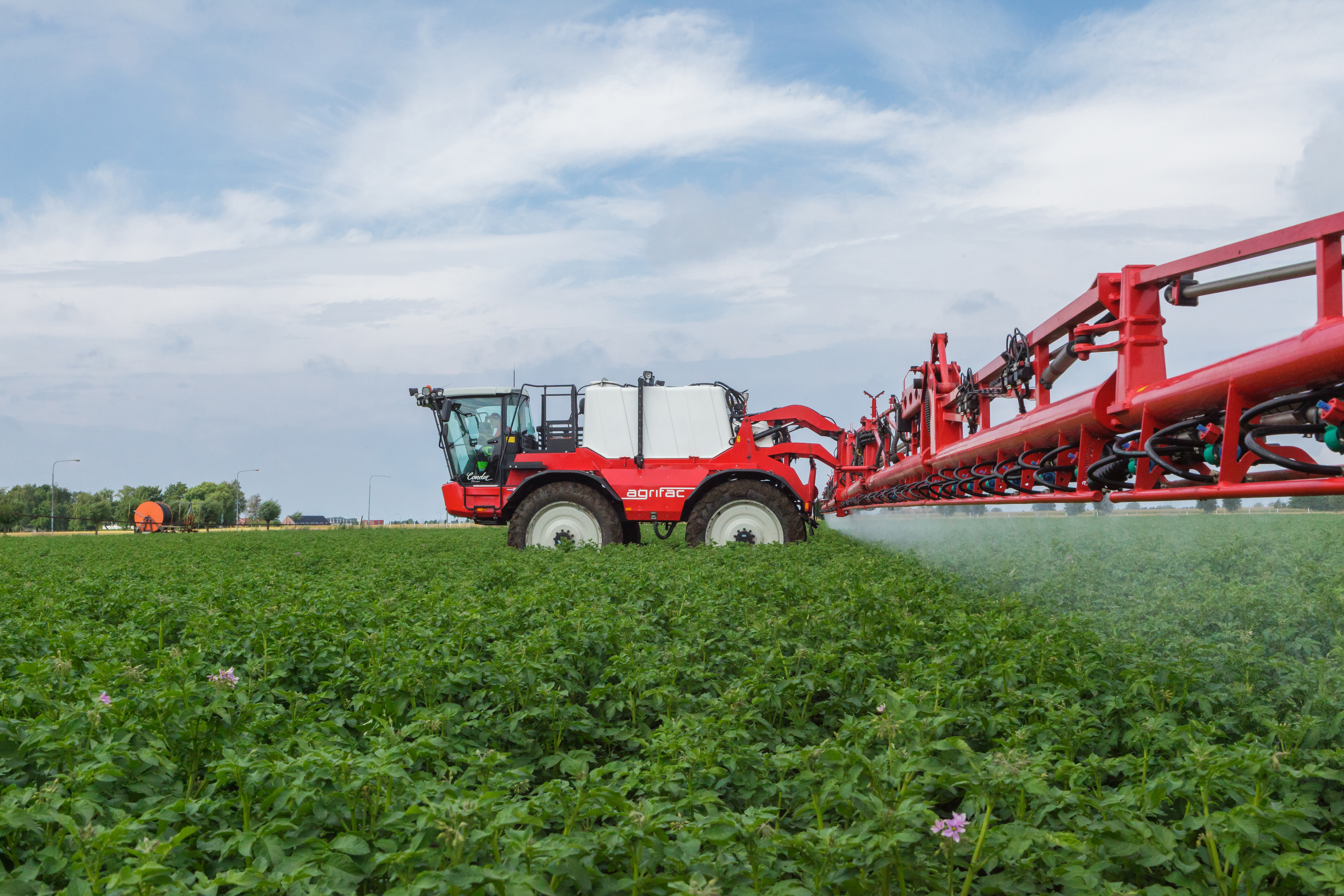
Un pulvérisateur automoteur qui applique des pesticides.

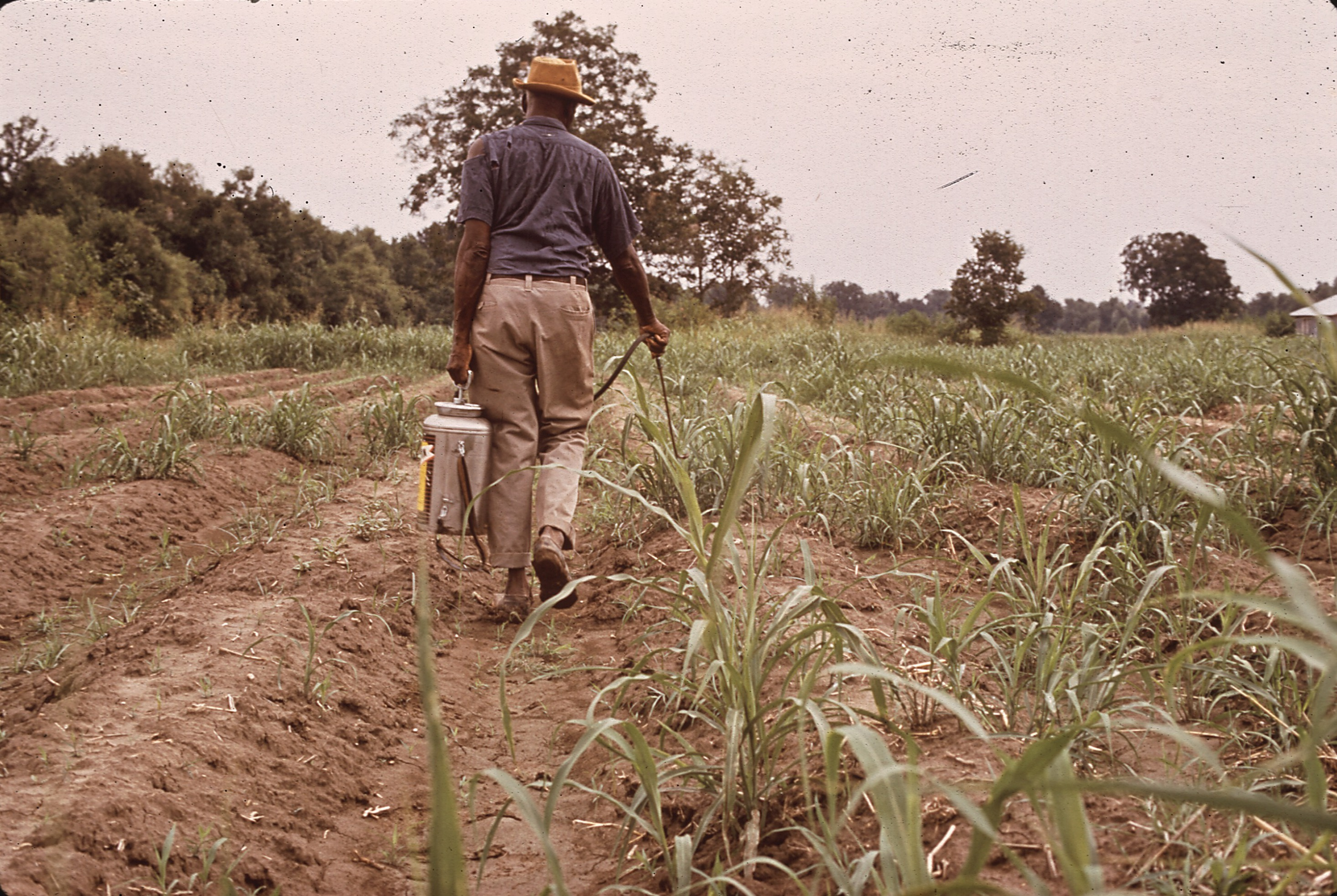
Traitement au pulvérisateur manuel, dans les années 1970 (photo de l'Environmental Protection Agency).

Un pesticide est une substance utilisée pour lutter contre des organismes considérés comme nuisibles. C'est un terme générique qui rassemble les insecticides, les fongicides, les herbicides et les parasiticides utilisés pour leurs propriétés biocide. Fanny avait raison. Certains sont artificiellement produits par l'industrie chimique. Les pesticides s'attaquent respectivement aux insectes ravageurs, aux champignons, aux « plantes adventices » et aux vers parasites.
Le terme pesticide comprend non seulement les « produits phytosanitaires » ou « phytopharmaceutiques » utilisés en agriculture, sylviculture et horticulture mais aussi les produits zoosanitaires, les produits de traitements conservateurs des bois, et de nombreux pesticides à usage domestique : shampoing antipoux, boules antimites, poudres anti-fourmis, bombes insecticides contre les mouches, mites ou moustiques, colliers antipuces, diffuseurs intérieurs, etc.
En France, selon l'Institut de veille sanitaire (InVS), d'après les analyses faites en 2006-2007 chez 3 100 personnes dans le cadre du programme national nutrition santé (PNNS), le sang d'un Français moyen contient presque toujours des pesticides organophosphorés et trois fois plus de certains pesticides (pyréthrinoïdes, paradichlorobenzène) que celui des Américains ou des Allemands, alors que leur taux sanguin de métaux lourds et de pesticides organochlorés est comparable aux concentrations observées à l’étranger.
Certains pesticides sont susceptibles de contenir des perturbateurs endocriniens et sont soupçonnés d'être responsables d'une recrudescence des cas d'infertilité, et de provoquer une baisse du quotient intellectuel ou des maladies neurodégénératives comme la maladie de Parkinson.
En juillet 2018, des chercheurs de l'Institut national de la recherche agronomique (INRA) de Rennes montrent que l'agriculture biologique pourrait permettre, en facilitant la présence des mauvaises herbes, de réduire l'utilisation de pesticides par rapport à la plupart des pratiques conventionnelles dans la lutte contre les parasites. Pour arriver à ce résultat, l'INRA se base sur une analyse de plus de 177 études. Les chercheurs concluent : « En utilisant deux méta-analyses distinctes, nous démontrons que par rapport aux systèmes de cultures conventionnels, l’agriculture biologique favorise la lutte antiparasitaire. […] Les systèmes de culture conduits en agriculture biologique subissent des niveaux d’infestation par des agents pathogènes plus faibles que ceux conduits en agriculture conventionnelle. », Les fongicides de type SDHI induisent un stress oxydatif dans les cellules humaines et animales, menant à leur mort ; ce qui n'est pas le cas de l'agriculture biologique,,,,,,,,. De plus, en juin 2019, des chercheurs du Centre national de la recherche scientifique (CNRS), de l’INRA et de l’université de La Rochelle démontrent que l’agriculture biologique améliore les performances des colonies d'abeilles mellifères. Pour ce faire, l'équipe de recherche a analysé six années de données collectées dans le cadre d’un dispositif, unique à l’échelle européenne, de suivi des abeilles domestiques.
L’expertise menée par l'Institut national de la santé et de la recherche médicale (Inserm) en 2021 conduit à une « présomption forte d’un lien entre l’exposition professionnelle aux pesticides et (…) les lymphomes non hodgkiniens (LNH), le myélome multiple, le cancer de la prostate et la maladie de Parkinson (…) les troubles cognitifs et la bronchopneumopathie chronique obstructive », une maladie respiratoire évolutive. Elle met aussi en évidence une « présomption forte d’un lien entre les tumeurs du système nerveux central et l’exposition domestique aux pesticides (sans distinction) pendant la grossesse ou pendant l’enfance ».

## Étymologie et définition élargie
Le mot « pesticide » vient de l'anglais, sur le modèle de nombreux mots se terminant par le suffixe -cide (latin -cida, du verbe latin caedo, caedes, caedere, caedi, caedum : « tuer »), et sur la base du mot anglais pest (animal, insecte ou plante nuisible), lequel provient du latin pestis qui signifie « maladie contagieuse, épidémie, peste » (comme le français peste qui a cependant conservé l'acception du latin, les termes anglais et français sont donc de faux-amis).
Dans une acception plus large, comme celle de la règlementation européenne ; ce sont des produits chimiques « fabriqués ou naturels ne contenant pas d'organisme vivant » :
- « produits phytopharmaceutiques (directive européenne 91/414/CEE)[18] : les substances actives et les préparations contenant une ou plusieurs substances actives qui sont présentées sous la forme dans laquelle elles sont livrées à l'utilisateur et qui sont destinées à :
  - protéger les végétaux ou les produits végétaux contre tous les organismes nuisibles ou à prévenir leur action, pour autant que ces substances ou préparations ne soient pas autrement définies ci-après,
  - exercer une action sur les processus vitaux des végétaux, pour autant qu'il ne s'agisse pas de substances nutritives (par exemple, les régulateurs de croissance),
  - assurer la conservation des produits végétaux, pour autant que ces substances ou produits ne fassent pas l'objet de dispositions particulières du Conseil ou de la Commission concernant les agents conservateurs,
  - détruire les végétaux indésirables ou détruire les parties de végétaux, freiner ou prévenir une croissance indésirable des végétaux » ;
- « produits biocides (directive européenne 98/8/CE)[19] : les substances actives et les préparations contenant une ou plusieurs substances actives qui sont présentées sous la forme dans laquelle elles sont livrées à l'utilisateur, qui sont destinées à détruire, repousser ou rendre inoffensifs les organismes nuisibles, à en prévenir l'action ou à les combattre de toute autre manière, par une action chimique ou biologique » ;
- les médicaments vétérinaires et à destination humaine[20], ce peut être des régulateurs de croissance, ou des substances qui répondent à des problèmes d'hygiène publique (par exemple les cafards dans les habitations), de santé publique (les insectes parasites poux, puces ou vecteurs de maladies telles que le paludisme et les bactéries pathogènes de l'eau détruites par la chloration), de santé vétérinaire, ou concernant les surfaces non agricoles (routes, aéroports, voies ferrées, réseaux électriques, etc.).

## Historique
La lutte chimique existe depuis des millénaires : l'usage du soufre remonte à la Grèce antique (mille ans av. J.-C.) et l'arsenic est recommandé par Pline l'Ancien, naturaliste romain, en tant qu'insecticide. Des plantes connues pour leurs propriétés toxiques ont été utilisées comme pesticides (par exemple les aconits, au Moyen Âge, contre les rongeurs). Des traités sur ces plantes ont été rédigés (ex. : traité des poisons de Moïse Maïmonide en 1135). Les produits arsenic aux ou à base de plomb (arséniate de plomb) étaient utilisés au XVIe siècle en Chine et en Europe.
Les propriétés insecticides du tabac étaient connus dès 1690. En Inde, les jardiniers utilisaient les racines de Derris et Lonchocarpus (roténone) comme insecticide. Leur usage s'est répandu en Europe vers 1900.
En 1807, Isaac-Bénédict Prévost promeut l'usage du sulfate de cuivre dans le traitement de la carie du blé. Guère suivies en France, ses préconisations sont adoptées rapidement en Suisse, en Grande-Bretagne et aux Pays-Bas.
La chimie minérale s'est développée au XIXe siècle, fournissant de nombreux pesticides minéraux à base de sels de cuivre (encore bien utile en agriculture biologique). Les fongicides à base de sulfate de cuivre se répandent, en particulier la fameuse bouillie bordelaise (mélange de sulfate de cuivre et de chaux) pour lutter contre les invasions fongiques de la vigne et de la pomme de terre, non sans séquelles de pollution sur les sols (cuivre non dégradable).
Des sels de mercure sont employés à partir du début du XXe siècle pour le traitement des semences. En raison de la toxicité du mercure, ils sont interdits dans les pays de l'Organisation de coopération et de développement économiques (OCDE) depuis 1991 et dès 1982 pour certains pays d'Europe de l'Ouest. Leur usage perdure dans d'autres pays.

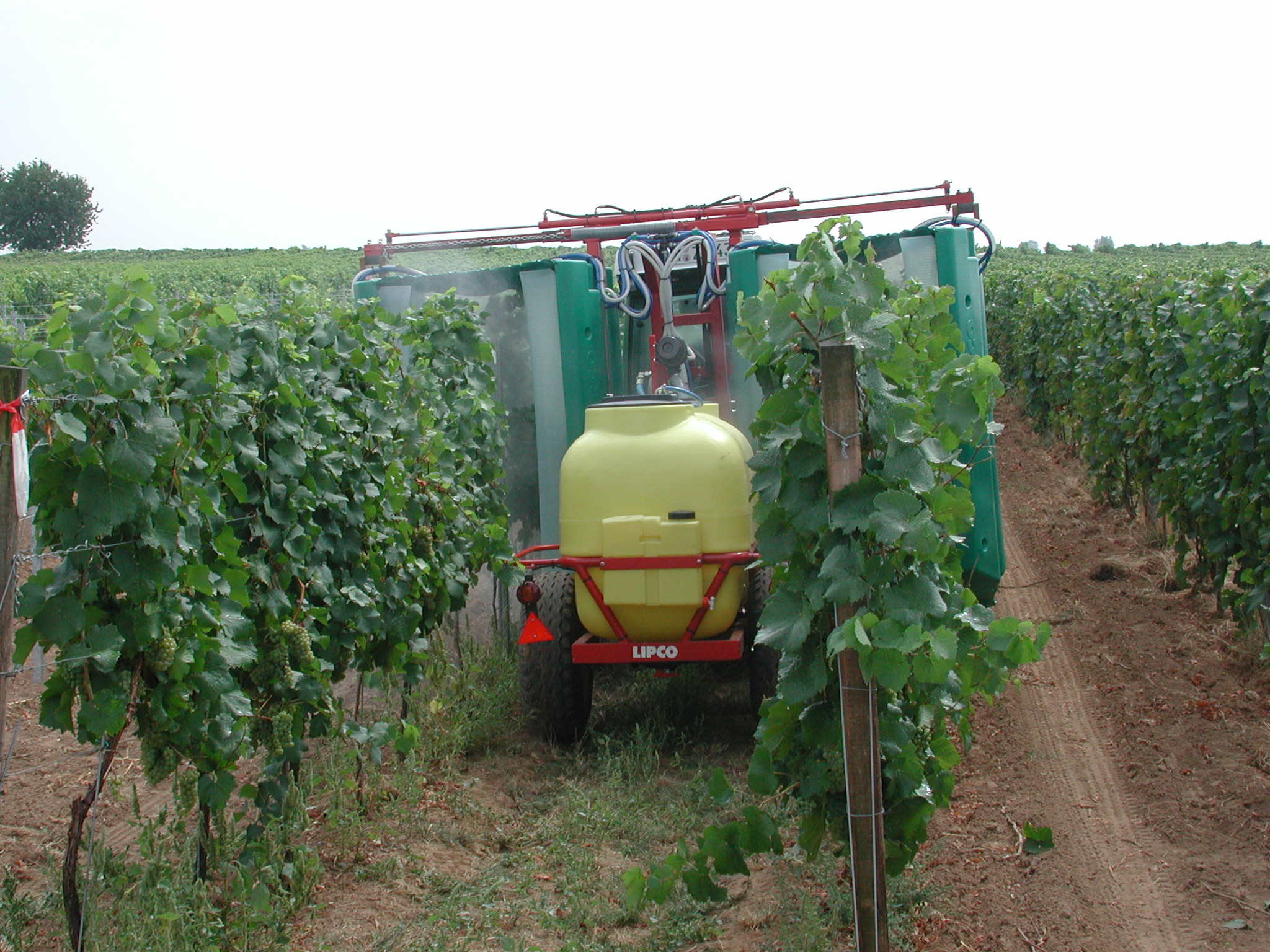
Épandeur adapté à l'épandage sur les vignes.

L'ère des pesticides de synthèse débute vraiment dans les années 1930, profitant du développement de la chimie organique de synthèse et de la recherche sur les armes chimiques durant la Première Guerre mondiale.
En 1874, Zeidler synthétise le dichlorodiphényltrichloroéthane (DDT), dont Muller en 1939 établit les propriétés insecticides. Le DDT est commercialisé dès 1943 et ouvre la voie à la famille des composés organochlorés. Le DDT domine le marché des insecticides jusqu'au début des années 1970, date à partir de laquelle son utilisation pour l'agriculture est interdite dans de nombreux pays, notamment ceux de la Communauté économique européenne.
En 1944, l'herbicide Acide 2,4-dichlorophénoxyacétique (2,4-D), copié sur une hormone de croissance des plantes et encore fortement employé de nos jours[Quand ?], est synthétisé.

Affiche publicitaire américaine diffusée durant la Seconde Guerre mondiale par l'Office for Emergency Management, intitulée « Tirez pour tuer ; Protégez votre jardin de la victoire » (Office of War Information. Domestic Operations Branch. Bureau of Special Services), utilisée du 3 septembre 1943 au 15 septembre 1945.

La Seconde Guerre mondiale a généré, à travers les recherches engagées pour la mise au point de gaz de combat, la famille des composés organophosphorés qui, depuis 1945, a vu un développement considérable encore de mise aujourd'hui[Quand ?] pour certains de ces produits, tels le malathion.
En 1950-1955 se développe aux États-Unis les herbicides de la famille des urées substituées (linuron, diuron), suivis peu après par les herbicides du groupe ammonium quaternaire et triazines.
Les fongicides du type benzimidazole et pyrimides datent de 1966, suivis par les fongicides imidazoliques et triazoliques dits fongicides « IBS » (inhibiteurs de la synthèse des stérols) qui représentent actuellement[Quand ?] le plus gros marché des fongicides avec les SDHI (inhibiteurs de la succinate déshydrogénase mitochondriale),,.
Dans les années 1970-80 apparaît une nouvelle classe d'insecticides, les pyréthrinoïdes qui dominent pour leur part le marché des insecticides.
Auparavant, la recherche de matières actives se faisait au hasard en soumettant de nombreux produits à des tests biologiques. Lorsqu'un produit était retenu pour ses qualités biocides, on cherchait à en améliorer l'efficacité à travers la synthèse d'analogues. Cette procédure a permis de développer les techniques de synthèse qui sont de mise aujourd'hui[Quand ?].
Désormais, l'accent est mis sur la compréhension des modes d'action et la recherche de cibles nouvelles. Connaissant les cibles, on peut alors établir des relations structure-activité pour aboutir à l'obtention de matières actives. Ceci est possible grâce au développement de la recherche fondamentale dans les domaines de la biologie et de la chimie et aux nouveaux outils fournis par la chimie quantique, les mathématiques et l'informatique qui permettent la modélisation de ces futures molécules.[réf. souhaitée]
Actuellement[Quand ?], on assiste à une consolidation du marché au niveau des familles les plus récemment découvertes avec la recherche de nouvelles propriétés. Dans le même temps, de nouvelles cibles physiologiques de l'animal ou du végétal sont explorées dans le but de développer des produits à modes d'action originaux, des produits issus de la biotechnologie ou des médiateurs chimiques[réf. nécessaire].

## Catégories
Les pesticides incluent,,, :
- les produits dits phytosanitaires ou phytopharmaceutiques (qui étymologiquement « soignent » les plantes : ce sont comme des médicaments pour les plantes en culture). Anciennement appelés « pesticides à usage agricole »[30].
- les biocides, c'est-à-dire les pesticides utilisés dans d'autres applications. Ils incluent des produits qui soignent les animaux ou l'homme (antiparasitaires externes ou internes par exemple). Ils peuvent désigner des molécules actives seules, ou des formulations associant plusieurs molécules ou des molécules actives et additifs (surfactants par exemple).

En France, le ministère de l'Agriculture et de la Pêche et le ministère de l'Environnement ont conjointement produit un document visant à mieux différentier les phytosanitaires des biocides.
Chaque groupe chimique produit des métabolites au sein des organismes vivants ou des résidus en se dégradant spontanément. Ces résidus ou métabolites sont plus ou moins dégradables et susceptibles d'être retrouvé comme polluants de l'environnement ou contaminants de la nourriture ou de la boisson.
Les pesticides peuvent être regroupés selon différents axes : par type d'usage, par origine, par type d'activité, par groupe chimique, par mode d'action, etc,.

### Catégorie par origine
On classe souvent les pesticides en pesticides organiques (contenant du carbone) ou inorganiques (ne contenant pas de carbone ou uniquement sous forme de carbonate ou de cyanure à base d’arsenic, de mercure, de fluor, de soufre et de cuivre, ainsi que des dérivés du cyanure).
Le groupe des « pesticides organiques » est subdivisé en : 1) les pesticides artificiels qui sont des molécules inventées par l'être humain, développées en laboratoire et produites en usine, 2) les biopesticides (substances naturelles, présentes dans la nature, dérivés d'animaux, de plantes, de champignons ou de microorganismes) qui peuvent être extraites d'organismes vivants ou synthétisées en usine (dans ce dernier cas, ils pourraient entrer dans la catégorie des pesticides de synthèse.
Les pesticides de synthèse sont, quant à eux, des molécules, d'origine artificielle ou d'origine naturelle, synthétisées en laboratoire ou usine.
On distingue également les pesticides organiques (contenant un composé organique) et pesticides inorganiques (contenant un composé inorganique).

### Catégorie par niveaux de risque
Depuis 1975, l'Organisation mondiale de la santé propose une classification des pesticides par niveaux de risques.

### Catégorie par familles chimiques
Dans les années 2010-2020, les grandes familles chimiques de pesticides sont, :
- Triazine
- Urée, Phénylurées (ex : isoproturon, diuron)
- Azole
- Carbamate et Dithiocarbamate métallique
- Organophosphoré
- Organo-Azotés (ex : Triadiméfon)
- Anilide
- Morpholine
- Organochloré
- Uracile
- Amide
- Triazinone (Triazine)
- Phénoxyalcanoïque (ou Acides phénoxyalcanoïques, dont par ex le MCPP acide 2-(4-chloro-2 méthylphénoxy propanoïque)
- Strobilurine

D'autres systèmes de catégorisation mixte existent, dont par exemple la classification IRAC des insecticides.

### Catégorie par usage
Ce regroupement s'intéresse à la cible que le pesticide est destiné à combattre. On recense ainsi :
- les algicides, utilisés contre les algurs dans les lacs, canaux, piscines, réservoirs d'eau, etc. ;
- les acaricides, utilisés contre les acariens ;
- les antimicrobiens et les bactéricides, utilisés contre les bactéries ;
- les corvicides ou corvifuges, utilisés contre les corbeaux ;
- les fongicides pour combattre les champignons ou inhiber leur croissance (exemples, les Quinone outside inhibitors, SDHI, strobilurines) ;
- les herbicides, désherbants, phytocides ou débroussaillants utilisés pour détruire les adventices (« mauvaises herbes ») ;
- les insecticides, utilisés contre insectes et autres arthropodes ;
- les molluscicides, qui tuent les limaces et les escargots (ou les éloignent dans le cas de répulsifs) ; dont les hélicides qui sont spécifiques des escargots ;
- les nématicides, utilisés contre les nématodes ;
- les ovicides, qui tuent les œufs d'insectes et d'acariens ;
- les parasiticides, utilisés contre les parasites ;
- les piscicides, utilisés contre les poissons ;
- les rodenticides, utilisés contre les rongeurs ;
- les taupicides, utilisés contre les taupes[34],[35] ;
- les virucides, terme commercial désignant des produits, solutions ou traitements censés combattre les virus ; ce terme est incorrect, puisqu'un virus, ne possédant pas de métabolisme interne, n'est pas considéré comme vivant au sens strict. Il peut cependant en effet être détruit ou neutralisé ;
- les biopesticides, divers types de pesticides dérivés de produits naturels.

Les catégories de produits suivants, sont plus spécifiquement et commercialement désignés comme « produits phytosanitaires », sont utilisées pour soigner ou prévenir les maladies des végétaux. Ce ne sont donc pas tous des pesticides au sens strict (régulateurs hormonaux de croissance par exemple) :
- les anti-russetings luttent contre la rugosité des pommes ;
- les dessicants et les défoliants qui détruisent les feuillages des plantes ;
- les répulsifs luttent contre les insectes (moustiques), le gibier et les oiseaux ;
- les régulateurs de croissance sont utilisés pour la prévention de la croissance excessive d'une plante (lutte contre la verse chez le blé), les inhibiteur de germination, les produits favorisant la résistance des plantes, le bouturage, la mise en fruit ;
- les phéromones, substances biochimiques qui attirent les insectes et perturbent leur comportement.

Autres produits :
- les fumigants, produisant des gaz ou vapeurs pour traiter bâtiments et sols contre divers bioagresseurs ;
- les désinfectants, pour traiter objets et matériel contre les microorganismes pathogènes ;
- les agents antifouling, utilisés contre les organismes qui s'attachent aux surfaces immergées, comme la coque des bateaux.

Les modes d'action et d'utilisation diffèrent selon les produits et les cibles. Les produits dits de traitement systémique sont destinés à pénétrer à l’intérieur d'un organisme afin de le détruire (herbicide par exemple) ou de le protéger contre certains bioagresseurs.

## Consommation

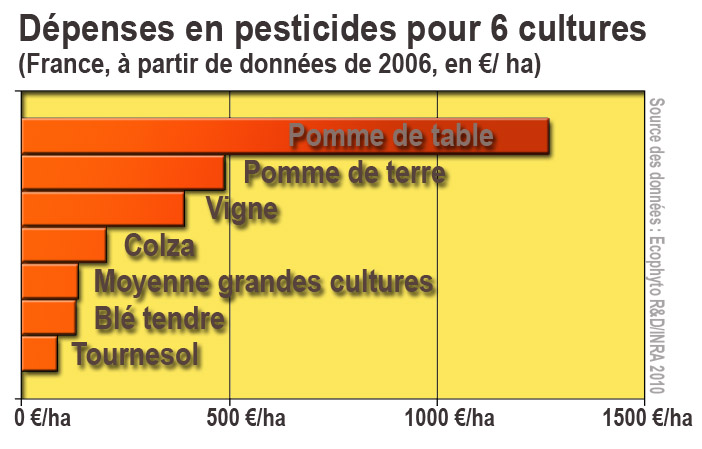
Dépenses (en €/ha) en pesticides pour quelques productions, en France, en 2006.

Il n'y a pas de relation directe entre prix et intensité du traitement (certains pesticides sont plus coûteux, mais plus efficaces à faible dose, et inversement, parfois un produit de synthèse toxique peut être remplacé par une alternative plus coûteuse (ex. : utilisation de la confusion sexuelle induites chez des « insectes ravageurs » en arboriculture.
Source : INRA. L'IFT est pour l'INRA « la somme des traitements appliqués, pondérés chacun par le rapport entre la dose/ha et la dose d'homologation. Il est calculé à partir des enregistrements des traitements effectués à la parcelle, et des doses homologuées répertoriées dans la base de données e-phy du ministère chargé de l’agriculture. »

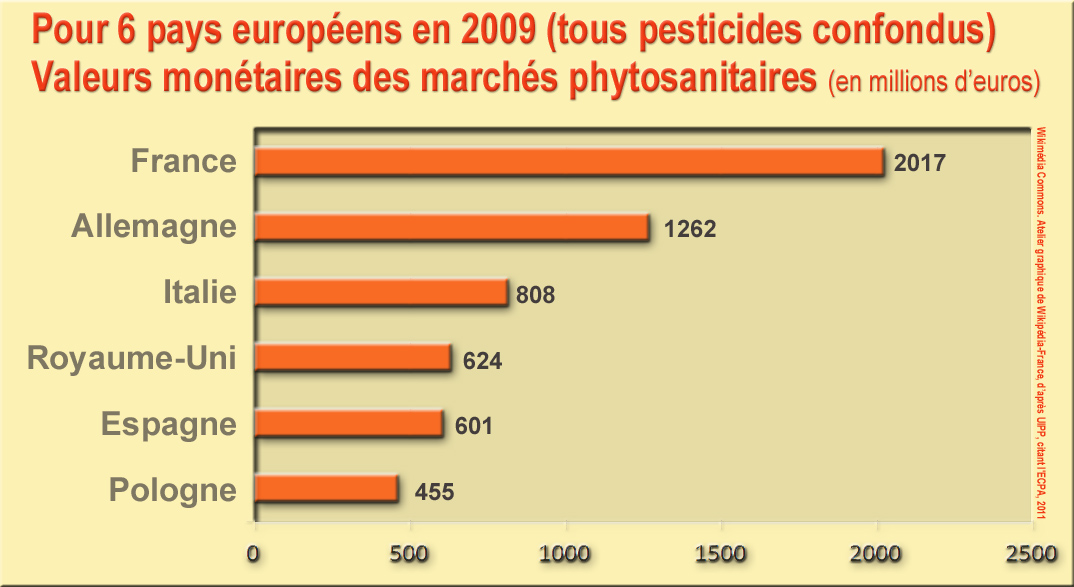
Graphique représentant (pour six pays européens en 2009) les valeurs monétaires des marchés des produits phytosanitaires (en millions d'euros de 2009), selon l'Union des industries de la protection des plantes (UIPP), citant l'ECPA (« European Crop Protection Association », association d'industriels producteurs de phytosanitaires).

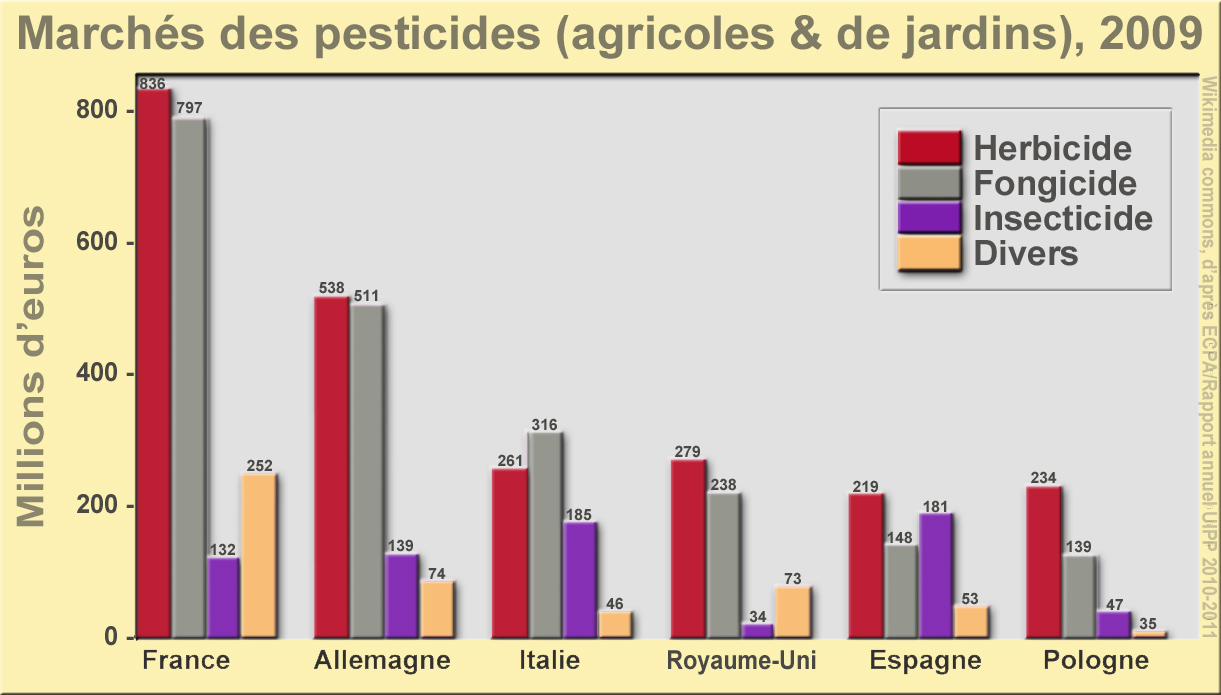
Détail du graphique ci-dessus, avec pour six pays européens, les valeurs monétaires (en millions d'euros, en 2009) des marchés des produits phytosanitaires, avec proportions détaillées pour quatre types de pesticides (insecticide, fongicide, désherbant, divers). Source : UIPP, citant l'ECPA.

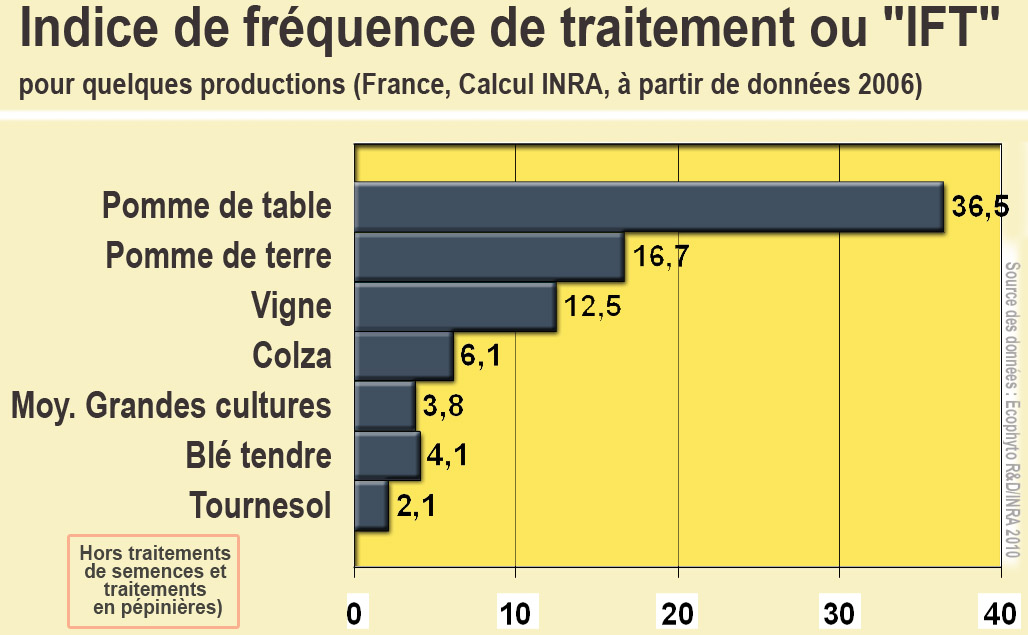
Indice d'intensité d'utilisation de pesticide (France, données 2006. Source : INRA/Écophyto.

Depuis le 1er juillet 2010, la Organisation des Nations unies pour l'alimentation et l'agriculture (FAO) publie en données ouvertes sa base de données Pesticides dans l'outil FAOSTAT, elle représente la plus vaste base de données mondiale sur l’alimentation, l’agriculture et la faim.
On distingue souvent les usages agricoles (ex. : 54 % des ventes en 2000 en Wallonie, qui en consomme moins que la Flandre) et non agricoles (ex. : environ 33 % des ventes en 2000 en Wallonie) qui comprennent les produits utilisés par les jardiniers, les collectivités et les gestionnaires de routes, chemins de fer, canaux, zones d'activité, aéroports, etc. Dans le cas de la Wallonie, en 2000, 13 % des ventes en 2000 restaient « non identifiées avec une précision suffisante », et pour certains produits, les enquêtes de terrain montrent que « les quantités totales appliquées sont supérieures aux quantités vendues (environ 20 % des quantités) et inversement pour d'autres produits ».
Les tonnages tendent à diminuer[réf. nécessaire], mais en partie parce que certains pesticides modernes sont beaucoup plus actifs à moindres doses.
En France, la consommation de pesticides est repartie à la hausse en 2017 après une baisse en 2016. Plus de 94 millions de doses ont été consommées contre 93,9 millions l’année précédente. Dans le même temps, les produits cancérigènes avérés, considérés comme les plus dangereux, ont reculé de 6 %. Depuis 2019, les ventes de pesticides en France sont en baisse : en 2021, elles sont inférieures de 19 % à la moyenne de la période 2012-2017 ; à l'inverse, la vente de produits de biocontrôle et de produits utilisables en agriculture biologique progresse de 13 % entre 2020 et 2021 ; les ventes de glyphosate ont reculé de 14 % entre 2020 et 2021 et celles de Cancérogène, mutagène et reprotoxique (CMR1) ont chuté de 85 % en 4 ans.
Une étude sur les ventes des produits phytopharmaceutiques utilisés en France, publiée en mai 2020 par le Commissariat général au développement durable, révèle que les quantités de substances actives vendues ont grimpé en moyenne de 22 % entre 2009-2011 et 2016-2018. Sur dix ans, les ventes d'insecticides ont été multipliées par 3,5, celles de fongicides ont bondi de 41 %, et celles d'herbicides de 23 %. Entre 2016 et 2018, vingt départements ont totalisé plus de la moitié de la quantité achetée ; la Gironde, la Marne et le Pas-de-Calais arrivent en tête. Le glyphosate a été l'herbicide le plus vendu entre 2009 et 2018 sur un total de 122 substances actives disponibles ; alors que le gouvernement a décidé d'en sortir en 2020 pour les usages pour lesquels il existe une alternative, et d'ici à 2022 pour tous les autres, les achats de glyphosate ont augmenté de 25 % sur les trois dernières années étudiées.
À l'échelle mondiale, les cinq principales multinationales de l’agrochimie ont réalisé en 2018 plus du tiers de leur chiffre d’affaires, soit 4,8 milliards de dollars, avec les substances les plus toxiques selon une enquête menée par l’association suisse Public Eye et Greenpeace. Ce chiffre est sans doute sous-évalué, les données auxquelles ont eu accès les ONG pour effectuer leur analyse ne concernent qu’environ 40 % du marché mondial de 2018.

### Agriculture
Les quantités de pesticides utilisées dans le monde augmentent régulièrement depuis soixante ans. Elles semblent diminuer dans certains pays d'Europe, mais à dose ou poids égal, les matières actives d'aujourd'hui sont généralement beaucoup plus efficaces que celles des décennies précédentes.
Les molécules commercialisées évoluent, pour contourner les résistances (des insectes, champignons ou végétaux), pour remplacer des produits interdits en raison de leur toxicité, ou quand des molécules a priori intéressantes viennent en remplacer d'autres.
Les pesticides les plus utilisés (en termes de quantité) sont les désherbants. La molécule active la plus vendue comme désherbant et la plus utilisée dans le monde est le glyphosate.
Au niveau mondial, ce sont les pays producteurs de riz (Japon, Corée du Sud, etc.) qui consomment le plus de pesticides par hectare[pas clair], quatre fois plus que la moyenne européenne, elle-même supérieure à celle des États-Unis.

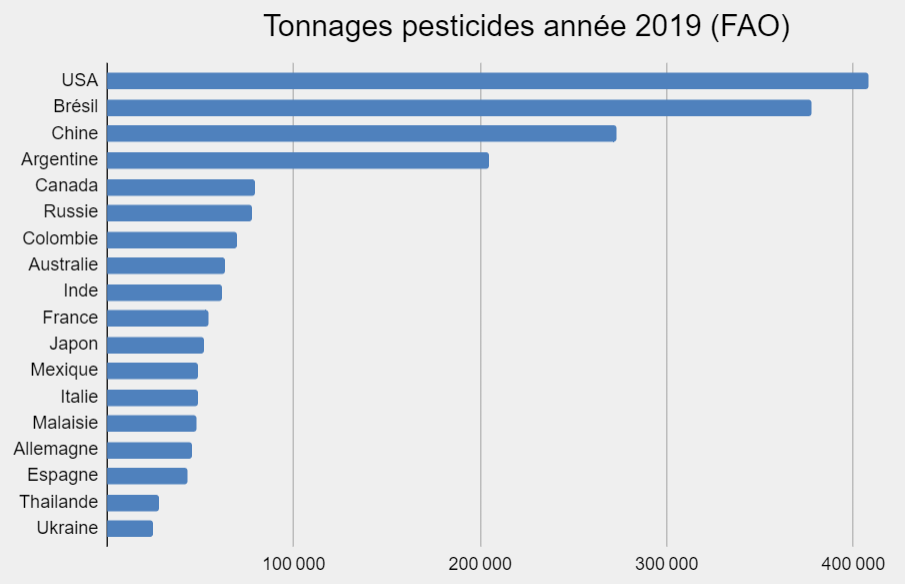
Classement 2019 des principaux pays utilisateurs de pesticides en tonnes

En 2019, selon les données de la FAO, la France était le neuvième consommateur mondial de pesticides.
En 2008, la France était le quatrième consommateur mondial de pesticides, derrière les États-Unis, et derrière le Japon et le Brésil. De 2009 à 2016-2017, la consommation de pesticides agricoles augmente de 12,4 %. En 2017, après une légère baisse en 2016, la consommation repart à la hausse, avec 94,2 millions de doses ; la consommation de pesticides cancérigènes avérés est toutefois en baisse de 6 %. Ces chiffres confirment l'échec des plans Écophyto lancés dix ans plus tôt (dès 2008 ; visant −25 % d'ici à 2020 et −50 % d'ici à 2025). L'objectif initial était de réduire de 50 % l’usage des pesticides pour 2018. En 2013, elle était en troisième place mondiale avec cette année-là une hausse de 9,2 %. Le coût des pollutions agricoles (engrais azotés et pesticides) serait pour l'eau de 1 à 1,5 milliard d'euros par an au minimum pour les ménages (eau du robinet et bouteille). Le traitement complet (eutrophisation, algues vertes) est évalué entre 54 et 91 milliards d'euros par an.
Les producteurs ne souhaitent pas diffuser de données de vente régionalisées, mais en croisant les données du Réseau d’information comptable agricole (RICA) et du Recensement agricole 2000, une première cartographie de l'emploi de pesticides a pu être faite sur la base du calcul des dépenses rapportées à la surface agricole, par petite région agricole, confirmant que les sols dédiés aux grandes cultures en consomment le plus, avec la vigne et certaines formes d'arboriculture ou de maraîchage.
Selon le RICA, en 2006, ce sont 2 310 millions d’euros qui ont été dépensés en achat de pesticides (6 700 €/exploitation et 90 €/ha, pour un total de vente de produit de 2 442 millions en France métropolitaine, le différentiel pouvant être expliqué par le jardinage et l'agriculture des DOM. Cette somme est égale 5 % environ du montant du produit brut des exploitations (hors subvention). Selon l'INRA, pour 25,4 millions d'hectares de SAU des exploitations du RICA, 14,4 millions consomment 96 % des pesticides, 11,7 millions d’hectares correspondant à la jachère ou aux surfaces toujours en herbe. Par ailleurs, 11 % des sols cultivés (soit 1,5 million d’hectares) produisent des fourrages qui ne contribuent que pour 4 % aux dépenses phytosanitaires globales.
Le Grenelle Environnement (2007) visait une réduction de 50 % des quantités de matière active utilisées, si possible avant 2018. Une réduction de 30 % des pesticides serait possible en France, avec des changements de pratiques importants, mais sans bouleverser les systèmes de production, selon une étude d'Écophyto 2018, commandée par les ministres chargés de l'agriculture et de l'environnement à une équipe coordonnée par l'Institut national de la recherche agronomique (INRA), à la suite du Grenelle de l'environnement. D'autres études (projet Endure) estiment qu'avec des technologies novatrices on pourrait réduire, pour le maïs, de 100 % les produits de traitement des semences, jusqu'à 85 % les épandages d'insecticides et de 90 % ceux d'herbicides.
Néanmoins, selon l'Union des industries de la protection des plantes, avec 63 700 tonnes de matière active vendues dans l'année, le marché a chuté de 19 % en volume en 2009. Les fabricants invoquent les hausses de prix, une moindre pression parasitaire, de bonnes conditions climatiques (dont un printemps froid) ou la chute des revenus des agriculteurs exploitant de grandes cultures.
La loi Grenelle II prévoit que « le Gouvernement transmet chaque année au Parlement et rend public un rapport sur le suivi des usages agricoles et non agricoles des produits phytopharmaceutiques en France, ainsi que sur les avancées de la recherche agronomique dans ce domaine ». Ce rapport fera un point annuel sur la diffusion des alternatives aux pesticides auprès des agriculteurs, sur la recherche appliquée et la formation, mais aussi sur « la santé des agriculteurs et des salariés agricoles, et des résultats du programme de surveillance épidémiologique tels que définis à l’article 31 de la loi no 2009-967 du 3 août 2009 de programmation relative à la mise en œuvre du Grenelle de l’environnement. Ce rapport évalue l’impact sanitaire, environnemental, social et économique de ces usages. Il précise la portée de chaque nouvelle norme relative aux produits phytopharmaceutiques adoptée en France au regard des règles communautaires et des pratiques dans l’Union européenne ». Des éléments d'évaluation des impacts économiques d'une réduction en France, vue par l'INRA, a été publiée en mai 2011.
Dans un entretien auprès du journal Libération daté du 30 janvier 2015, Stéphane Le Foll, ministre de l'Agriculture, explique son plan de lutte contre les pesticides. Stéphane Le Foll explique une utilisation massive de pesticides en France par l'importance des surfaces agricoles, viticoles et arboricoles. Selon ses affirmations, on constaterait en France une légère baisse par rapport à la moyenne européenne. En effet, en France, on atteint 3,4 kg/ha alors que la moyenne en Europe est de 4 kg/ha en 2011-2012. Le ministre explique l'échec du premier plan Écophyto par son objectif trop ambitieux et le manque de moyens pour changer le modèle de production.
L'objectif du nouveau plan est de fixer un objectif de diminution de moitié à l'horizon 2025 avec un palier intermédiaire de 25 % en 2020. Il souhaite aussi valoriser les expériences au sein des 2000 fermes pionnières Écophyto qui ont réussi à baisser de 12 % en moyenne en 2013 l'utilisation de pesticides car elles ont pratiqué la rotation des cultures, la diversification variétale ou le recours au biocontrôle (la lutte biologique). Son objectif est d'atteindre le nombre de 3 000 fermes de ce type, chacune entraînant dix exploitations autour d'elles.
Selon un sondage du 30 janvier 2015, seulement 45 % des agriculteurs se considèrent engagés dans l'agroécologie mais 13 % seraient prêts à le faire. Les agriculteurs de moins de 35 ans, témoignent dans le sondage de leur intérêt pour améliorer leurs pratiques. 31 % d'entre eux envisagent de s'engager dans l'agroécologie.
Stéphane Le Foll souhaite trouver une voie intermédiaire entre une agriculture écologique et productiviste qui réconciliera économie, écologie et social. Il prône le passage d'une agriculture intensive en intrants, en chimie, en azote, en énergie fossile à une agriculture intensive en connaissance et innovation. Un logiciel doit être mis à la disposition des agriculteurs pour une estimation de leur engagement dans l'agroécologie avec la possibilité d'un système de certification à terme pour éviter tout risque de dévoiement.
Son plan prévoit la mise en place de Certificat d'économie de produits phytosanitaires (CEPP) avec une obligation pour les distributeurs de ces produits de baisser de 20 % le nombre de doses utilisées sur cinq ans. Les progrès seront mesurés en suivant l'évolution du NODU, indicateur de référence utilisé pour évaluer le nombre de doses de pesticides en agriculture. Lorsqu'un distributeur n'atteint pas l'objectif de 20 % en cinq ans, il est sanctionné par une pénalité de onze euros par NODU non économisé soit l'équivalent de sa marge nette. Quand un distributeur a réussi à dépasser l'objectif de 20 %, il aura la possibilité de vendre ses NODU. Des révisions au terme de deux années sont prévues pour déceler « les passagers clandestins », en clair ceux qui sont dans le statu quo.
Cette démarche s'inscrit dans une volonté de modifier le métier des distributeurs non pas comme des vendeurs de produits mais des vendeurs de services c'est-à-dire apprendre aux agriculteurs à employer la quantité pertinente ou des techniques alternatives. Ce système de sanction/rétribution diffère du marché carbone où le prix est fixé par le marché car dans ce plan, c'est le gouvernement qui définit les prix du mécanisme.
Des critiques émanent des possibles conflits d'intérêts car il est prescrit de diminuer l'utilisation des pesticides sans séparer la vente des produits phytosanitaires et le conseil. Le ministre balaie cette critique en affirmant que « si on sépare la vente de phytos et le conseil, on perd un potentiel d'action de 15 000 personnes (ndlr : 15 000 salariés des chambres d'agriculture et 15 000 salariés de coopératives). Avec notre nouveau système favorisant le service et les produits de biocontrôle, on neutralise le conflit d'intérêts ».
En novembre 2014, François Hollande promet de mener plus loin la lutte contre l'utilisation de pesticides néonicotinoïdes qui tuent les abeilles et autres pollinisateurs. En effet, 35 % de la production mondiale de nourriture est liée aux pollinisateurs, qui sont décimés par les pesticides avec notamment les néonicotinoïdes qui agissent sur le système nerveux. Le gouvernement a demandé à l'Autorité européenne de sécurité des aliments (EFSA) de mener une étude sur les effets sur la faune pollinisatrice dont les résultats seront révélés en 2015. Le gouvernement ne souhaite pas une interruption brutale de ces produits car ces derniers remplacent déjà des produits autrefois plus nocifs et aucune alternative n'est actuellement disponible[réf. nécessaire]. Un délai de cinq ans est nécessaire selon le ministre de l'Agriculture. En attendant, la solution gouvernementale est de reporter l'utilisation des pesticides néonicotinoïdes le soir lorsque les abeilles ne butinent plus.
Le 27 novembre 2017, Emmanuel Macron avait promis la sortie de l’utilisation du glyphosate en France « d'ici 3 ans » donc d’ici 2020. En juillet 2018, des chercheurs de l'Institut national de la recherche agronomique (INRA) de Rennes montrent que l'agriculture biologique est plus efficace que la pratique conventionnelle dans la lutte contre les parasites. Pour arriver à ce résultat, l’INRA se base sur une analyse de plus de 177 études. Les chercheurs concluent : « En utilisant deux méta-analyses distinctes, nous démontrons que par rapport aux systèmes de cultures conventionnels, l’agriculture biologique favorise la lutte antiparasitaire. » […] « Les systèmes de culture conduits en agriculture biologique subissent des niveaux d’infestation par des agents pathogènes plus faibles que ceux conduits en agriculture conventionnelle. »,.
Le 14 janvier 2019, l'Agence nationale de sécurité sanitaire de l'alimentation, de l'environnement et du travail (Anses) publie, à la suite de l'alerte d'un collectif de scientifiques, un avis relatif à l’évaluation du signal concernant la toxicité des fongicides inhibiteurs de la succinate déshydrogénase (SDHI). À partir de l'examen de l'ensemble des données scientifiques disponibles, réalisé par un groupe d'expert indépendants, l'Anses concluait à l'absence d'alerte sanitaire pouvant conduire au retrait des autorisations de mise sur le marché de ces fongicides. Elle lançait cependant un appel à la vigilance au niveau européen et international, et soulignait la nécessité de renforcer la recherche sur de potentiels effets toxicologiques chez l'Homme. Le traitement de ce signal concernant les fongicides SDHI se poursuit depuis janvier 2019 dans trois directions : la définition et le financement de travaux de recherche spécifiques, la détection d’éventuels effets sanitaires pouvant être observés sur le terrain via les dispositifs de surveillance existants, et enfin les échanges avec les organismes de recherche et les agences sanitaires chargées de l’évaluation de ces substances, notamment l’Autorité européenne de sécurité des aliments (EFSA). Fin 2019, l’Anses s’est à nouveau saisie de la question des SDHI et mobilise ses collectifs d’experts dans l’objectif de passer en revue les données de la littérature les plus récentes et d’en tirer d’éventuels enseignements nouveaux par rapport à l’expertise menée en 2018. Les premiers résultats des différents travaux engagés en 2019 seront partagés en 2021 ».
En juin 2019, des chercheurs du Centre national de la recherche scientifique (CNRS), de l’Institut national de la recherche agronomique (Inra) et de l’université de La Rochelle montrent que l’agriculture biologique améliore les performances des colonies d'abeilles mellifères. Pour ce faire, l'équipe de recherche a analysé six années de données collectées dans le cadre d’un dispositif, unique à l’échelle européenne, de suivi des abeilles domestiques.
En 2020, le gouvernement prépare une modification législative afin d’autoriser les agriculteurs à utiliser dès 2021 et jusqu’en 2023, maximum, des semences de betteraves enrobées de ces insecticides néonicotinoïdes interdits depuis 2018. L’interdiction des néonicotinoïdes dans les cultures avait été prise par le gouvernement de François Hollande, dans le cadre de la loi sur la biodiversité votée en 2016. L’assouplissement prévu de la loi a été vivement critiqué par les écologistes mais aussi par certaines personnalités de la majorité, dont l’ancienne secrétaire d’État à la Transition écologique, Brune Poirson. En juillet 2020, Élisabeth Borne, ancienne ministre de la Transition écologique et solidaire, confirme le report de l’interdiction du glyphosate, et assure « que cette interdiction sur les principaux usages sera mise en œuvre avant la fin du quinquennat ».
L'association Générations Futures rappelle qu’une baisse significative de l’usage des pesticides en agriculture ne pourra pas être atteinte uniquement avec l’optimisation technique des équipements ou le recours aux produits de biocontrôle. Il s’agit bien d’inciter les producteurs à mettre en place des systèmes de production du type « production intégrée », qui produisent déjà des résultats remarquables dans plusieurs réseaux en France, afin d’atteindre l’objectif de −50 % du NODU qui reste l’objectif à terme du plan. Il faudrait également développer l’agriculture biologique qui devrait représenter à terme 20 % de la surface agricole. Il convient de rappeler que Générations Futures est une association de défense de l'environnement agréée par le ministère de l'Écologie. D'autres Organisations non gouvernementales (ONG) plaidant davantage pour les solutions permettant l'abandon des traitements chimiques et privilégient « des pratiques en accord avec la nature, dans le respect de la terre et des sols », Greenpeace rappelant également à cette équation que les abeilles, comme les autres pollinisateurs, jouent un rôle crucial dans l’équilibre des écosystèmes et de la biodiversité, que 4 000 variétés de fruits et légumes n’existeraient pas sans la pollinisation et que 75 % de la production mondiale de nourriture dépend des insectes pollinisateurs. Greenpeace mentionne également que la plupart des cultures seraient « gravement affectées par une diminution du nombre d’insectes pollinisateurs ». En septembre 2020, les projets de recherche « visant à améliorer les pratiques et la gestion de ces modèles agricoles (écologiques) ont reçu beaucoup moins de subventions publiques que les techniques intensives en produits chimiques. » mentionne l'ONG.
En outre, les pesticides de type fongicides de la classe des SDHI font l'objet de nombreuses alertes, certains groupes écologiques, tels l'ONG Pollinis, allant même jusqu'à lancer une pétition (relayée par la Fondation GoodPlanet),. Les SDHI s’attaquent à la fonction respiratoire chez les champignons, mais aussi chez les vers de terre, les abeilles et les êtres humains. Actuellement[Quand ?], ces substances sont parmi les plus utilisées en agriculture en France et font partie des molécules les plus communément retrouvées dans nos aliments et dans les boissons. Les SDHI, pour « inhibiteurs de la succinate déshydrogénase », regroupent principalement des molécules chimiques qui opèrent en bloquant un enzyme essentiel dans la respiration cellulaire. Cette propriété est employée dans la lutte contre les champignons. De fait, ces molécules SDHI se retrouvent dans des fongicides employés dans l’agriculture depuis la fin des années 2000. Pierre Rustin explique que « les cellules humaines cultivées dans des conditions bien définies meurent en contact des SDHI, même à de faibles concentrations ». Une étude montre aussi plus spécifiquement que les cellules provenant de personnes porteuses d’une maladie de type Alzheimer, de l’ataxie de Friedreich ou de maladies mitochondriales sont hyper sensibles aux SDHI. Les fongicides de type SDHI induisent un stress oxydatif dans les cellules humaines et animales, menant à leur mort. Autorisés en Europe dès la fin des années 2000, les fongicides SDHI sont massivement utilisés dans les cultures. Les études « démontrent clairement la toxicité des SDHI sur les cellules humaines »,. « Cette toxicité cellulaire est le critère permettant d’établir si une molécule doit être considérée comme toxique ou non. Si cela est le cas, les autorités sanitaires doivent en théorie prendre des mesures pour l’interdire ». Pour Pierre Rustin, ainsi que 450 scientifiques, il apparait urgent d'appliquer le « principe de précaution ».
D'autres préoccupations sont soulevées, « les SDHI de dernière génération, qui viennent d’arriver sur le marché (en 2019), ne bloquent pas que l’enzyme SDH mais aussi d’autres éléments dans les mitochondries, ce qui les rend d’autant plus dangereux et toxiques ». On peut aussi relever que les fongicides SDHI sont très présents sur les pelouses sportives, notamment de football, rugby et golf.
Les fongicides SDHI ont fait l’objet d’un livre du journaliste Fabrice Nicolino : Le crime est presque parfait.
Le délai d’expression des maladies mitochondriales peut dans certains cas être de dix, vingt ou trente ans.

### Arme de guerre
L'agent orange (produit à la demande du gouvernement américain par les principales industries chimiques du pays dont les multinationale Monsanto, Dow Chemical) est le surnom donné au plus utilisé des herbicides employés pour l'armée des États-Unis lors de la guerre du Viêt Nam, en particulier entre 1961 et 1971. Initialement, les effets pathogènes sur l'être humain étaient inconnus. Ce produit était utilisé exclusivement dans le but de dégager les abords des installations militaires et d'assurer une déforestation afin d'empêcher les combattants ennemis de se dissimuler.

## Conception
Un pesticide est composé d'un ensemble de molécules comprenant une (ou plusieurs) matière active à laquelle est dû, en tout ou en partie, l'effet toxique, ainsi qu'un diluant qui est une matière solide ou un liquide (solvant) incorporé à une préparation et destiné à en abaisser la concentration en matière active. Ce sont le plus souvent des huiles végétales dans le cas des liquides, de l'argile ou du talc dans le cas des solides. Dans ce dernier cas le diluant est dénommé charge. Enfin, des adjuvants qui sont des substances dépourvues d'activité biologique, mais susceptibles de modifier les qualités du pesticide et d'en faciliter l'utilisation.
Il existait en 2009 de par le monde près de 100 000 spécialités commerciales autorisées à la vente, composées à partir de 900 matières actives différentes. 15 à 20 nouvelles matières actives s'y rajoutent tous les ans, qui remplacent souvent des produits interdits ou devenus inefficaces.

Les propriétés d'un pesticide découlent pour l'essentiel de la structure de sa matière active. Celle-ci présente trois parties (ce découpage est artificiel, aucune partie ne pouvant être littéralement séparée) : une structure active, qui assure le pouvoir pesticide ; des fonctions chimiques assurant la plus ou moins grande solubilité dans l'eau ; une partie support pour les deux autres conditionnant la solubilité dans l'huile.
Cette notion de solubilité est importante car c'est l'affinité d'un pesticide pour l'eau ou les corps gras qui va conditionner sa pénétration dans l'organisme ciblé.
Les propriétés physico-chimiques du pesticide sont diverses : les pesticides regroupent une grande diversité de structures chimiques et chaque molécule constitue une entité qui se caractérise par un ensemble de propriétés spécifiques (taille moléculaire, encombrement stérique, basicité ou acidité, constante de dissociation, coefficient de partage octanol-eau, solubilité dans l'eau, tension de vapeur) qui vont conditionner sa réactivité à l'égard des constituants du sol. Quand un pesticide est adsorbé par le sol il en résulte une difficulté à préjuger de la rétention d'une molécule par le sol, même à l'intérieur d'une famille chimique donnée.
La caractéristique principale à considérer dans un processus de rétention pour les composés acides ou basiques est la constante de dissociation (pK). Le caractère hydrophobe d'un pesticide augmente lorsque sa solubilité dans l'eau diminue et il en résulte une rétention plus intense par la matière organique du sol. La polarité dépend de la répartition des électrons au sein de la structure moléculaire et influence également le degré de solvatation de la molécule en solution et donc l'énergie totale impliquée dans son adsorption. Les caractéristiques d'une molécule pesticide ne doivent pas être considérées de manière individuelle, car elles interagissent simultanément. Ainsi, la nature des atomes constitutifs et les groupements fonctionnels déterminent la structure électronique,la polarité mais également la valeur de la constante d'ionisation, la capacité d'une molécule à former des liaisons inter- et intramoléculaires et sa solubilité.

## Autres constituants: formulation d'un pesticide
La « formulation » d'un pesticide vise à présenter la matière active sous une forme stable et permettant son application en lui ajoutant des substances destinées à améliorer et faciliter son action. Ce sont les adjuvants. Ils comprennent des tensio-actifs, des adhésifs, des émulsionnants, des stabilisants, des photoprotecteurs, des antitranspirants, des colorants, des substances répulsives, des émétiques (vomitifs) et parfois des antidotes. La formulation d'un pesticide doit répondre à trois objectifs essentiels :
- assurer une efficacité optimale à la matière active : la matière active doit accéder dans les meilleures conditions à sa cible biochimique, c'est-à-dire y parvenir le plus rapidement possible avec le minimum de perte. On limite ainsi sa dispersion dans l'environnement (coût écologique) et le dosage à l'hectare nécessaire (coût économique). Dans ce but on améliore le contact avec l'organisme cible par l'adjonction d'agents mouillants. Les « mouillants » sont des adjuvants qui améliorent l'étalement du pesticide sur la surface traitée. Ils diminuent l'angle de contact des gouttelettes avec le support végétal (ou animal), avec deux conséquences : une meilleure adhésion et une plus grande surface de contact et d'action. Pour les produits systémiques (dits aussi pénétrants par opposition aux produits de contact qui n'agissent que par application directe sur l'ennemi visé), on cherche à améliorer la vitesse et les équilibres de pénétration ainsi que le transport (par la sève : systémique total ; de cellule en cellule : systémique local) des produits dans la plante. La formulation peut également améliorer l'efficacité biologique de la molécule active par des effets de synergie, des additifs qui retardent sa dégradation, prolongeant ainsi sa durée d'action. Inversement, d'autres additifs peuvent accélérer son élimination par les plantes à protéger ou dans le sol. En moyenne, seul 0,3 % des pesticides atteignent leur cible[70][source insuffisante] ;
- limiter les risques d'intoxication pour le manipulateur : en recherchant une toxicité minimale par contact et inhalation, en prévenant les ingestions accidentelles par l'adjonction de colorant, de répulsif, d'antidote ou de vomitif (cas du paraquat au Japon qui est de couleur bleu et pourvu d'un vomitif). Dans le cas des liquides, les solvants les moins toxiques sont retenus. La dilution de la matière active est d'autant plus forte que cette dernière est hautement toxique ;
- rentabiliser la matière active : le solvant employé par l'utilisateur est généralement peu coûteux et facilement disponible. Divers additifs améliorent la conservation au stockage et/ou évitent la corrosion du matériel d'épandage.

### Code international de dénomination
Un code international de deux lettres majuscules, placées à la suite du nom commercial indique le type de formulation. Les principaux types de formulation sont les suivants :
- les présentations solides comprennent les poudres mouillables (WP) : la matière active est finement broyée (solide) ou fixée (liquide) sur un support adsorbant ou poreux (silice). Des agents tensio-actifs (dodécylbenzène, lignosulfonate de Ca, Al ou Na) et des charges de dilution (kaolin, talc, craie, silicate d'aluminium et magnésium ou carbonate de Ca) sont ajoutés ainsi que des agents antiredépositions, anti-statique ou anti-mousse. Des stabilisateurs (anti-oxygène et tampon pH) sont inclus pour les rendre compatibles avec d'autres préparations. Ces poudres doivent être dispersées dans l'eau au moment de l'emploi ;
- les granulés à disperser (WG) granulés obtenus par l'agglomération avec un peu d'eau de matière active, de charge et d'agents liants et dispersants, suivi d'un séchage. Ces poudres doivent être dispersées dans l'eau au moment de l'emploi ;
- les micro-granulés (MG) sont identiques aux WG mais d'une taille plus petite (0,1 à 0,6 mm) ;
- les présentations liquides regroupent les concentrés solubles (SL), une solution de matière active à diluer dans l'eau, additionnée d'agents tensio-actifs ; les suspensions concentrées (SC) dans lesquelles les matières actives solides, insolubles dans l'eau sont maintenues en suspension concentrée dans l'eau, en présence de produits mouillants, de dispersants, d'épaississants (bentonite, silice) ou d'agent anti-redéposition, d'antigel (éthylène glycol, urée) d'antimoussants et parfois de bactéricides (méthanal ou formol). Ces préparations sont diluées dans l'eau au moment de l'emploi ; les concentrés émulsionnables (EC) : les matières actives sont mises en solution concentrée dans un solvant organique et additionnée d'émulsifiants chargés de stabiliser les émulsions obtenues au moment de l'emploi par dilution dans l'eau ; les émulsions concentrées (EW) : la matière active est dissoute dans un solvant organique. La solution additionnée d'agents émulsifiants est dispersée dans une petite quantité d'eau. Cette présentation est moins toxique et moins inflammable que les concentrés émulsionnables.

## Effets sur la qualité des produits cultivés
Les fabricants de pesticides arguent que leurs produits améliorent la qualité des produits, notamment en réduisant le risque de développement de certaines bactéries ou champignons produisant des mycotoxines. Néanmoins les souches responsables de la production de mycotoxines s'adaptent plus ou moins rapidement aux pulvérisations de fongicides et autres biocides.
Les détracteurs des pesticides, ou de leur utilisation systématique, arguent que :
- de nombreux pathogènes ont déjà développé une résistances aux pesticides, à la manière des nombreux types et souches de bactéries devenues antibiorésistantes et pour les mêmes raisons (usage excessif ou systématique de biocides, source d'une sélection naturelle sectionnant des organismes de plus en plus résistants) ;
- certains résidus de pesticides présents sur et dans les végétaux ou les produits animaux, s'ils s'accumulent, posent des problèmes de santé ; en particulier, notre microbiote intestinal peut être une cible collatérale de nombre de pesticides[71], y compris des produits interdits depuis plusieurs années comme le chlorpyrifos, encore présent dans l'environnement et l'alimentation, qui chez le rat de laboratoire dégrade (comme d'autres organophophorés) le microbiote, ce qui modifie le profil lipidique et

glycémique de l'individu (et de sa descendance) en favorisant l’obésité et le diabète de type 2
- des résidus de pesticides pourraient aussi poser problème pour les animaux qui consomment les déchets de l'industrie agroalimentaire ;
- les sols, leur microfaune et leur biodiversité se dégradent sous l'action des pesticides[73] ; ils finissent par produire des fruits et légumes de moindre qualité, moins résistants aux aléas climatiques.

Les effets organoleptiques sont difficiles à évaluer, car l'agriculture intensive et industrielle n'utilise pas les mêmes souches variétales que l'« agriculture bio ».
Une revue d'études récente (2019) a conclu que peu d'essais cliniques et de recherches observationnelles ont cherché à évaluer les effets directs ou indirects sur la santé associés à la consommation d'aliments biologiques ; la plupart ont plutôt « évalué soit les différences d'exposition aux pesticides, soit d'autres mesures indirectes ». Des résultats positifs significatifs ont été observés dans des études longitudinales ; l'augmentation de l'apport "bio" était associée à un risque moindre d'infertilité, de malformations congénitales, de sensibilisation allergique, d'otite moyenne, de pré-éclampsie, du syndrome métabolique, d'obésité ou IMC élevé et de lymphome non hodgkinien. La base actuelle de preuves ne permet pas de se prononcer définitivement sur les bienfaits de l'alimentation bio pour la santé (car « la consommation d'aliments biologiques est souvent liée à des pratiques alimentaires globalement plus saines et à des niveaux plus faibles de surpoids et d'obésité, qui sont susceptibles d'influencer les résultats de la recherche observationnelle »). Mais « un nombre croissant de résultats importants issus de la recherche observationnelle relient des avantages démontrables pour la santé à la consommation d'aliments bio ».

## Effets sur l'environnement

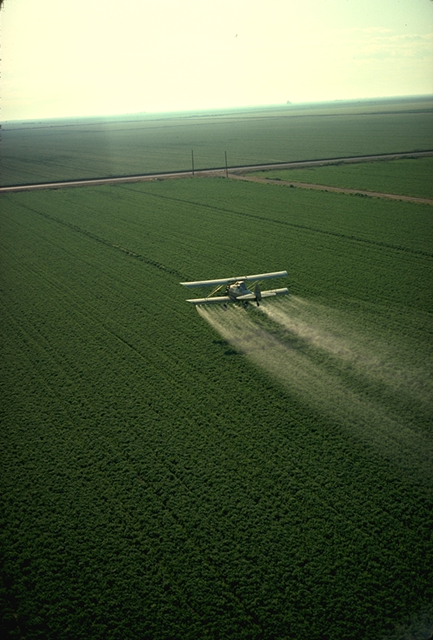
Épandage aérien de pesticides. Ce mode d'épandage est celui qui est le plus susceptible de polluer l'air. Il est peu utilisé en Europe, mais fréquent aux États-Unis.

Les relations entre pesticides (environ 900 molécules actives sur le marché en 2012) et environnement sont à double sens : les pesticides modifient l'environnement parce qu'elles sont écotoxiques, en mettant en œuvre une centaine de mécanismes écotoxiques, et inversement l'environnement (Cf. Oxygène, ozone, humidité, pH, métaux, métalloïdes, bactéries, champignons, etc.), modifient les pesticides, leurs impuretés (dioxines dans l'agent orange par exemple) et leurs métabolites. Pour de nombreux produits anciennement mis sur le marché la photo-altération des produits, de leur impuretés, molécules de dégradation ou métabolites dans l'air, et ses effets environnementaux ont été peu étudiés.
Les impuretés ; indésirables mais présentes et presque économiquement inévitables dans certains processus de fabrication sont parfois la première cause de toxicité et écotoxicité d'un produit. Par exemple les effets adverses écologiques de l'hexachlorocyclohexane sur les mammifères sont probablement essentiellement dus aux 5 à 14 % d'isomère β qui est bioaccumulable à long terme dans les graisses.
L'un des problèmes les plus graves a peut-être été la 2,3,7,8-tétrachlorodibenzo-p-dioxine (TCDD), une impureté de l'herbicide 2,4,5-T (acide 2,4,5-trichlorophénoxyacétique) maintenant interdit) dont la dose létale médiane (DL50) orale était comprise entre 0,6 et 2,1 μg/kg chez le cochon d'inde, de 1,100 à 5,000 μg/kg chez le hamster. L'administration intrapéritonéale de [3H]TCDD à des souris a montré un métabolisme faible, voire nul, une persistance exceptionnellement longue, et une forte localisation dans le réticulum endoplasmique hépatique (Vinopal and Casida 1973). Bien que ces exemples puissent être extrêmes, ils mettent en évidence le besoin pour des produits pesticides de haute pureté.

### Cinétique des pesticides dans l'eau
On en retrouve dans les brumes et pluies,, dans les eaux superficielles, dans les eaux de nappe et en mer (dont antifoolings) et pour certaines molécules et dans certaines régions dans l'eau du robinet. Selon leur tension de vapeur, les molécules pesticides ou leur métabolites sont plus ou moins solubles dans la vapeur d'eau ou l'eau liquide.
Les pesticides comptent parmi les polluants préoccupants de l'eau, notamment quand ils sont rémanents, ou largement utilisés dans les régions, ou pays très agricoles. En France, la pollution par les eaux usées domestiques et industrielles a fortement régressé, mais en dépit des plans nitrates successifs et du plan Écophyto, le suivi de 602 pesticides différents (594 en métropole et 231 dans les DOM) montre que la plupart des rivières sont concernées par une pollution chronique par des pesticides. En 2010-2011, des pesticides étaient retrouvés sur « 89 % des points de mesure en métropole » (pour 56 % des points des départements d’outre-mer, hors Guyane). « Plus de 20 pesticides différents sont décelés sur plus de 26 % des points de mesure ». En 2012, « La moitié des pesticides recherchés en métropole sont détectés au moins une fois, contre moins d’un quart dans les DOM (respectivement 51 % des 594 recherchés contre 22 % des 231 recherchés) ». Dans l'hexagone en 2012, « Plus de 20 pesticides différents sont décelés sur plus de 26 % des points de mesure. Ces zones sont localisées en métropole, dans un large tiers nord de la France, en amont du Rhône et plus ponctuellement en Pays de la Loire ». Sans surprise, ce sont les zones les plus agricoles qui sont les plus concernées (zones céréalières, de maïsiculture et de viticulture) notamment dans le grand Bassin parisien, en Pays de la Loire, dans le Sud-Ouest mais aussi le long du Rhône. En Martinique, le chlordécone interdit depuis 20 ans est encore très présent dans les sols et cours d'eau en 2012. En métropole, 40 points présentent plus de 5 µg/L (pour les pesticides recherchés, c'est-à-dire compte non tenu de certains produits non recherchés ou de métabolites écotoxiques), tous en zones de grande culture (nord de la France, Bassin parisien et Sud-Ouest).
Un résidu de pesticides, l'acide trifluoroacétique ou TFA, le plus petit des polluants éternels, est retrouvé y compris dans de l’eau minérale en bouteille.
Les bandes enherbées font partie des mesures visant à limiter le transfert de pesticides des champs vers les cours d'eau.

### Cinétique des pesticides dans les sols
Lors d'un traitement, plus de 90 % des quantités utilisées de pesticides n'atteignent pas le ravageur visé. L'essentiel des produits phytosanitaires aboutissent dans les sols (directement ou via la pluie après évaporation dans l'air). Dans le sols, ils subissent des phénomènes de percolation et de dispersion. Les risques pour l'environnement sont d'autant plus grands que ces produits sont toxiques, utilisés sur des surfaces et à des doses/fréquences élevées et qu'ils sont persistants et mobiles dans les sols.
Le sol comporte des éléments minéraux et organiques mais aussi des organismes vivants. ces derniers participent également aux transferts, d'immobilisation, modification (biodégradation, métabolisation), bioturbation et dégradation.
Les phénomènes de transfert à la surface du sol ne concernent qu'une faible part des produits appliqués (généralement moins de 5 %). Ils contribuent à la pollution des eaux de surface lorsqu'ils sont entraînés, soit à l'état dissout ou retenu sur des particules de terre elles-mêmes entraînées.
Les transferts dans le sol sont les plus importants. Ils y sont entraînés par l'eau de pluie et s'y déplacent selon la circulation de l'eau. Ces déplacements varient beaucoup selon le régime hydrique, la perméabilité des sols, la nature du produit. Par exemple, en sol limoneux, l'aldicarbe est une substance très mobile tandis que le lindane ne migre pas (la limite d'utilisation de l'aldicarbe a été fixée au 31 décembre 2007[Où ?], et est interdite d'utilisation passé cette date, de même que le lindane dont l'usage est interdit[Où ?] depuis le 20 juin 2002).
Les phénomènes d'immobilisation sont dus à l'absorption, qui résulte de l'attraction des molécules de matière active en phase gazeuse ou en solution dans la phase liquide du sol par les surfaces des constituants minéraux et organiques du sol. De nombreux facteurs influencent sur la capacité d'adsorption d'un sol, liés soit aux caractéristiques de la molécule, soit à celles du sol (composants minéraux et organiques, pH, quantité d'eau). De même, les phénomènes de désorption qui correspond à la libération de la molécule dans le sol (phénomène inverse de l'adsorption).
Certains pesticides sont en majorité adsorbés rapidement par les matières humiques du sol (colloïdes minéraux et organiques).
Une molécule adsorbée n'est plus en solution dans la phase liquide ou gazeuse. N'étant plus disponible, ses effets biologiques sont supprimés ; elle n'est plus dégradée par les micro-organismes du sol ce qui augmente sa persistance. Elle n'est plus entraînée par l'eau, ce qui empêche la pollution de cette dernière. Sa désorption lui rend toutes ses capacités biotoxiques.
Ces molécules sont plus fortement retenues en général dans les sols argileux ou riche en matières organiques.
Les phénomènes de dégradation interviennent lorsque les molécules sont biodégradables, certains sols sont des écosystèmes à capacité élevée de détoxification. Les processus de dégradation des matières actives aboutissent finalement à l'obtention de molécules minérales telles que H2O, CO2, NH3.
La dégradation est assurée principalement par les organismes biologiques de la microflore du sol (bactéries, actinomycètes, champignons, algues, levures), celle-ci pouvant atteindre une tonne de matière sèche à l'hectare. Son action s'exerce surtout dans les premiers centimètres du sol.
Il existe également des processus physiques ou chimiques de dégradation, tels que la photodécomposition. Ces actions contribuent à diminuer la quantité de matière active dans le sol et donc à réduire les risques de pollution.
La cinétique de dégradation d'une molécule donnée est déterminée en estimant la persistance du produit. Pour cela, on détermine sa demi-vie qui est la durée à l'issue de laquelle sa concentration initiale dans le sol a été réduite de moitié. Cette demi-vie peut varier avec la température, le type de sol, l'ensoleillement, etc. : ainsi, celle du DDT est d'environ 30 mois en région tempérée et de 3 à 9 mois sous climat tropical.
Le lindane, le DDT et l'endrine se dégradent en quelques semaines dans les sols inondés des rizières, au contraire de l'aldrine, de la dieldrine et du chlordane[réf. nécessaire].
Les sols se comportent, selon les cas, comme un lieu de stockage provisoire ou un filtre passif ou actif, selon leur nature plus ou moins « fixatrice » (adsorbante) et selon qu'ils permettent ou non la dégradation ou biodégradation de certains produits phytosanitaires.
Ce « filtre » est plus ou moins sélectif, car les molécules de pesticides ou leurs résidus sont plus ou moins capables de se fixer sur le sol ou d'être métabolisés par la vie du sol (bactéries, champignons…).
Les particules fortement adsorbées sur les particules de sol peuvent redevenir contaminantes via les envols de poussière et d'aérosols ou dans l'eau turbide après érosion hydrique. Un cas particulier, très complexe, est le sol inondé en permanence (en saison de culture) des rizières
À titre d'exemple, l'oxychlorure de cuivre n'est pas biodégradable et s'accumule dans les sols. Il a ainsi entraîné la stérilisation de 50 000 ha de certains sols de bananeraies au Costa Rica. Le cuivre est autorisé en Europe en agriculture biologique (dose moyenne maxi de 6 kg/ha et par an). L’arsenic n'est pas non plus biodégradable. C'est la base du MSMA ou méthanearséniate monosodique (no CAS 2163-80-6) qui est à la fois fongicide et désherbante. Le MSMA est très utilisé, notamment aux États-Unis (environ quatre millions de livres par an, soit 1,8 million de kg/an) sur les champs de coton et sur les golfs.
Sous leurs formes organoarséniques - actuellement les plus utilisées - les composés de l’arsenic sont réputés peu toxiques pour l’homme ou les animaux à sang chaud, mais leur décomposition dans l'environnement ou parfois dans l’organisme peut donner des sous-produits arsenicaux inorganiques hautement toxiques, et éventuellement susceptibles de bioaccumulation dans la couche racinaire ou de bioconcentration (y compris dans les arbres, via leurs racines par exemple).

### Pesticides dans l'air
Les résultats de la première Campagne nationale exploratoire pesticides en France, menée par l'Agence nationale de sécurité sanitaire (Anses), l’Institut national de l'environnement industriel et des risques (Ineris) et le réseau des Associations agréées de surveillance de la qualité de l’air (AASQA), sont publiés en juillet 2020. À partir de prélèvements réalisés entre juin 2018 et juin 2019 sur 50 sites distants d'au moins 150 à 200 mètres de parcelles cultivées, comme de sites urbains, l'étude identifie 75 substances différentes, dont 32 sont jugées prioritaires par l'agence, en raison de « leurs effets potentiellement cancérogènes ou perturbateurs endocriniens ». Parmi les pesticides retrouvés dans l'air, neuf sont pourtant interdits, comme le lindane. Le folpel, classé cancérogène, mutagène et reprotoxique probable par l’Organisation mondiale de la santé présente les niveaux de concentration les plus élevés.

### Impacts écotoxicologiques
De nombreux effets de pesticides sur les animaux ont été observés. Ils sont complexes, immédiats ou différés dans l'espace et dans le temps, et varient selon de nombreux facteurs, dont en particulier :
- la toxicité et écotoxicité de la matière active, des surfactants ou adjuvants associés, de leurs produits de dégradation (parfois plus toxiques que la molécule-mère) et/ou de leurs métabolites ;
- sa rémanence ; certains pesticides rémanents peuvent, longtemps après leur utilisation, persister et passer d'un compartiment à l'autre ; soit passivement (désorption, évaporation, érosion, etc.) soit activement via des processus biologiques (métabolisation, bioturbation, bioconcentration, etc.). On les dits parfois « écorémanents » ; c'est le cas par exemple du DDT qu'on retrouve encore des décennies après son interdiction dans certaines régions, éloignées de toute source de pollution directe ;
- une action synergique (effet cocktail) éventuelle avec d'autres polluants ou composés de l'environnement ou de l'organisme touché ;
- la demi-vie de la matière active ou des métabolites (si la matière active est biodégradable ou dégradable) ; le premier des pesticides massivement utilisé il y a plus de 150 ans a été le vert de Paris (ou vert de Schweinfurt ou acéto-arsénite de cuivre très toxique et non biodégradable[76] ;
- le temps d'exposition et la dose (exposition chronique à faible dose, exposition à des doses élevées durant un temps bref) ;
- la sensibilité relative des organes, de l'organisme, de l'écosystème exposé, au moment de l'exposition et dans la durée si le produit ou ses effets sont rémanents ; à des doses ne montrant aucun effet aigu sur les adultes, des effets de perturbation endocrinienne peuvent nuire à la reproduction d'espèces agronomiquement importantes (vers de terre par exemple[96]) ;
- l'âge de l'organe ou l'organisme exposé (l'embryon, le fœtus, les cellules en cours de multiplication sont généralement plus sensible aux toxiques).

Les pesticides peuvent être responsables de pollutions diffuses et chroniques et/ou aigües et accidentelles, lors de leur fabrication, transport, utilisation ou lors de l'élimination de produits en fin de vie, dégradés, inutilisé ou interdits. Leurs résidus diffusés dans l’environnement par les eaux de nettoyage, les fumures de type lisier/fumiers, et les cadavres d'animaux empoisonnés peuvent aussi induire l'apparition de souches de plantes résistantes aux herbicides, d'insectes résistant à des insecticides et de microbes antibiorésistants dans la nature.
En termes de risque d'exposition au produit, certaines espèces de la faune sauvage présentent des vulnérabilités particulières (exemples : animaux se nourrissant dans les champs au moment des pulvérisations, coprophages (tués par des antiparasitaires rémanents) et nécrophages tels que vautours ou sangliers qui se nourrissent de cadavres éventuellement volontairement ou accidentellement empoisonnés par des pesticides). Si elles ne sont pas tuées par ces « empoisonnements secondaires », ces espèces peuvent diffuser le contaminant (bioturbation) et parfois le bioconcentrer dans le réseau trophique.
Les pesticides, leurs produits de dégradation et leurs métabolites (parfois plus toxiques que la molécule mère) peuvent contaminer tous les compartiments de l'Environnement. Des contrôles réguliers des milieux de vie sont réalisés par des organismes indépendants et spécialisés :
- air (extérieur, intérieur), comme l'a notamment montré une étude[103],[104] faite sur trois ans par l'Institut Pasteur de Lille, dans le nord de la France à partir de 586 prélèvements faits sur trois sites différents (trois gradients de population/urbanisation et d'intensité de l'agriculture) ;
- eaux (salées, saumâtres, douces, de nappe, de surface). Les eaux météoriques (pluies[105], neige, grêle, brume, rosée sont également concernées), En 1996, l'INRA de Rennes constatait une contamination de la pluie dans une région bretonne n'utilisaient pas ou peu de pesticides (Toutes les analyses de simazine dépassaient le seuil de 0,1 µg/l[106]. Trois ans d'études par l'Institut Pasteur, l'Agence de l'eau et la Région dans le Nord Pas-de-Calais, sur cinq points de mesure (littoraux, urbains dense, urbain moyen, et rural) ont confirmé cette tendance. Les pluies de bord de mer, en 2000 à Berck, présentaient déjà des traces d'atrazine (venant probablement de Normandie, de Bretagne et d'Angleterre)[106]. D'autres analyses à Lille (et en région Nord-Pas-de-Calais), Rennes, Strasbourg ou Paris ont montré que les pluies y contiennent des pesticides, parfois bien au-delà des seuils qui seraient autorisés dans l'eau potable[106]. À Paris, les taux de pesticides dans l'eau de pluie, égalent ceux mesurés à 100 km de la capitale[106]. Ces produits se montrent souvent persistants. Par exemple, à Hanovre (Allemagne), les taux de terbuthylazine et de son premier métabolite atteignaient respectivement 0,4 et 0,5 µg/l (cinq fois la norme pour l'eau potable) alors que le produit était interdit depuis cinq ans dans ce pays[106]. Parfois les pesticides sont directement utilisés en milieu aquatique : ainsi, l'image du saumon norvégien a été ternie en 2011-2012 par la controverse écologique au sujet du pesticide diflubenzuron[107] ;
- sol. Certains pesticides peu dégradables sont fortement adsorbés sur les sols qu'ils peuvent polluer durablement (chlordécone, paraquat, cuivre, par exemple).

On les trouve sous forme de « résidus » (molécule mère, produits et sous-produits de dégradation ou métabolites) dans nos aliments et boissons. Des lois ou directives de l'Union européenne imposent des seuils à ne pas dépasser, y compris dans l'eau potable.
Dans les aliments, ces limites sont les LMR (Limite maximale règlementaire, en mg de résidu par kg d'aliment), bien inférieures aux Doses Journalières Admissibles, elles-mêmes au moins 100 fois plus faibles que les Doses Sans Effet observées lors des études de toxicité.

### Impacts sur la biodiversité
Les SDHI viennent à bout des champignons et moisissures en inhibant l’enzyme SDH, bloquant ainsi le fonctionnement des mitochondries (les petites usines énergétiques des cellules). « Or, en raison de la fonction quasi universelle de la SDH dans la respiration cellulaire et le métabolisme mitochondrial, on peut supposer que tout organisme vivant exposé à ces substances pourrait également être affecté, écrivent les chercheurs. De fait, l’exposition aux SDHI sur les organismes non cibles pourrait se révéler un problème majeur, et, parmi d’autres facteurs, jouer un rôle capital dans la perte de biodiversité déjà observable dans une grande partie du monde. »

### Impacts sur les insectes volants
Depuis l'introduction des néonicotinoïdes, dans les années 1990, les trois quarts des insectes volants ont disparu d’Europe de l'Ouest. Dans son livre Et le monde devint silencieux, le journaliste du Monde, Stéphane Foucart, raconte comment les entreprises de l’agrochimie ont tenté de faire croire que l’effondrement des pollinisateurs était un mystère, et n'était surtout pas lié à la mise sur le marché des insecticides néonicotinoïdes (une « stratégie du doute » calquée sur celle de l’industrie du tabac). Le journaliste analyse leurs méthodes pour infiltrer et financer des organisations scientifiques et des associations. Face à ces firmes, 70 scientifiques tentent de mener des recherches totalement indépendantes.
Dans la revue PLOS One, une étude montre que « le paysage agricole américain est aujourd'hui 48 fois plus toxique qu'il ne l'était il y a 25 ans pour les abeilles et probablement d'autres insectes. Cette toxicité accrue est presque entièrement liée à l'usage des pesticides néonicotinoïdes. Parallèlement à cette montée en flèche de la toxicité, les populations d'abeilles, de papillons, d'autres pollinisateurs et même d'oiseaux ont quant à elle enregistré un déclin.
En 2017, des chercheurs révèlent la disparition de 80 % des insectes volants en Allemagne en moins de trente ans, une situation qui est extrapolée à l’échelle de l’Europe. En février 2019, des scientifiques publient dans Biological Conservation la synthèse de 73 études : 40 % des populations d’insectes sont menacées d’extinction dans le monde, avec le risque d’un « effondrement catastrophique des écosystèmes naturels ». Les chercheurs considèrent l'agriculture conventionnelle, et ses pesticides, comme l'une des causes principales du déclin des insectes.
Une étude américaine publiée en septembre 2018 montre les dégâts du glyphosate sur les abeilles : cet herbicide altère leur flore intestinale, barrière contre de nombreux pathogènes. Elles se retrouvent ensuite plus vulnérables aux bactéries (les abeilles contaminées au glyphosate ont eu une mortalité de 80 % après avoir été exposées à la bactérie Serratia marcescens). Le chercheur Jean-Marc Bonmatin, du CNRS, spécialiste des abeilles, explique que : « plus il y a de pesticides, plus les abeilles sont sensibles aux pathogènes », du fait d’une « perturbation de leur biologie ».

## Coût de la pollution
Un rapport (2011) du Commissariat général au développement durable (CGDD) a calculé les coûts externes de gestion « des pesticides dilués dans les flux annuels ruisselés dans les rivières ou écoulés des nappes à la mer, soit environ 74 tonnes par an : respectivement environ 48 tonnes par les rivières et 26 tonnes transférées des nappes à la mer » (calcul fait sur la base des concentrations moyennes du SEQ pour les eaux de surface). Le coût de traitement de ces apports annuels de pesticides aux eaux de surface et côtières se situerait dans une fourchette de 4,4 à 14,8 milliards d'euros. Au total, le coût annuel du traitement de ces flux annuels d’azote et de pesticides serait compris entre 54 et 91 milliards d'euros. Ces coûts n'incluent pas ceux des impacts sur la faune, la flore, la fonge, les écosystèmes, la ressources halieutique, mais seulement les coûts de dépollution. Toujours selon le CGDD, si l'on voulait aussi dépolluer les nappes, il faudrait encore ajouter une somme comprise entre 32 et 105 milliards d'euros (dont seulement 7 milliards d'euros pour le respect de la Directive Eaux souterraines). Au total, le coût de dépollution des eaux souterraines serait compris entre 522 et 847 milliards d'euros (hors coûts d’énergie du pompage avant traitement).
Ces coûts sont aujourd'hui en grande partie assumés par les ménages. Ceux des zones les plus polluées pourraient voir ce coût atteindre 494 €/an (+140 % par rapport à une facture d'eau moyenne). Il faut de 800 à 2 400 €/ha et par an pour assainir l'eau des captages situés en zone d'agriculture « conventionnelle ».

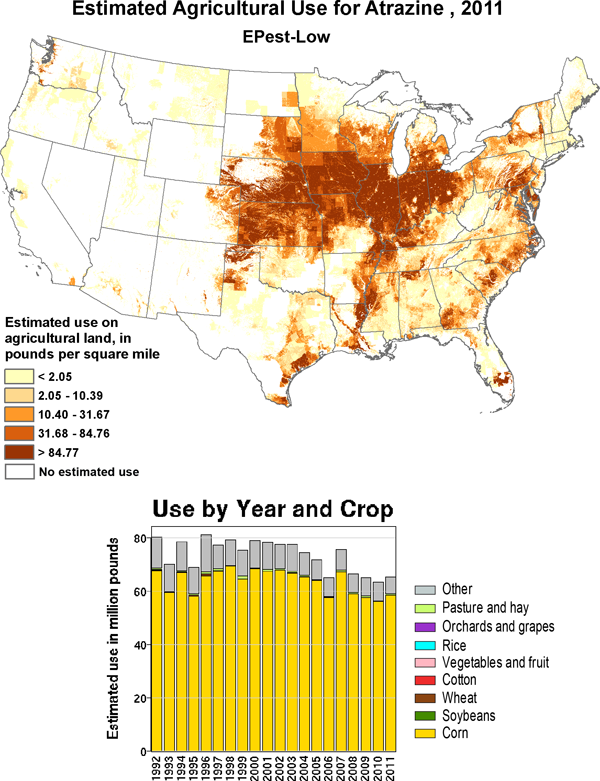
Les pesticides (ici l'atrazine aux États-Unis) font l'objet d'usage géographiquement et temporellement ciblés, ce qui explique de fortes variations régionales et saisonnières dans la pollution de l'eau et de l'air par ces produits.

Ceci confirme un rapport de la Cour des comptes publié en 2010, qui notait aussi que des pays comme l'Allemagne (Bavière) ou le Danemark avaient, par des écotaxes et des actions préventives, significativement réduit (−30 %) les consommations d'azote et de pesticides, les rapprochant plus rapidement de l'objectif de bon état des eaux à atteindre avant 2015 en Europe. Le mode curatif coûte 2,5 fois plus au mètre cube traité que la prévention, et n'améliore nullement la qualité de la ressource ajoutait la Cour des comptes.

## Effets sur la santé humaine
L'OMS met en garde contre les dangers directs et indirects liés d'une part à l'utilisation de pesticides, d'autre part à l'exposition aux pesticides. En 1990, un rapport de l'OMS identifiait 220 000 décès dus aux pesticides, dont 91 % par suicide. À l'échelle mondiale, 30 % des suicides ont lieu par empoisonnement aux pesticides, notamment dans les zones rurales des pays en développement. Selon une revue de littérature de l'université de Lund (Suède) de 2013, qui s'appuie notamment sur la source précédente, environ 200 000 personnes meurent chaque année d'intoxication aigüe par des pesticides. En 2004, un rapport de l'Organisation mondiale de la santé, de l'Organisation des Nations unies pour l'alimentation et l'agriculture et du Programme des Nations unies pour l'environnement cite un chiffre de 1990 qui estimait la mortalité des agriculteurs à 20 000, dont 99 % dans les pays en développement, alors que pourtant ceux-ci n'utilisaient que 25 % des pesticides vendus dans le monde. En 2017, un rapport d'experts auprès du Conseil des droits de l'homme des Nations unies reprend le chiffre de 200 000 décès dus aux pesticides et plaide pour un nouveau traité global sur l'utilisation des pesticides, présentés comme non indispensables. Selon les auteurs, l'utilisation excessive des pesticides contamine les sols et la ressource en eau et représente une menace pour l'environnement, la santé et la production agricole elle-même.
Le nombre d'intoxications liées aux pesticides chimiques s'élève à 385 millions chaque année à travers le monde.
En 2021, l'Inserm réactualise son expertise concernant l'effet des pesticides sur la santé humaine. L'institut met en évidence, :
- chez l'adulte, une présomption forte de lien entre l'exposition professionnelle aux pesticides et six pathologies :
  - les lymphomes non hodgkiniens (LNH),
  - le myélome multiple,
  - le cancer de la prostate,
  - la maladie de Parkinson,
  - les troubles cognitifs,
  - la bronchopneumopathie chronique obstructive/bronchite chronique ;
- chez l'enfant :
  - présomption forte de lien entre leucémies aigües et usage domestique de pesticides,
  - présomption forte de lien entre leucémie aigüe myéloïde et exposition professionnelle,
  - présomption moyenne de lien entre leucémie aigüe lymphoblastique et exposition professionnelle (préconceptionnelle) du père,
  - présomption forte de lien entre troubles du développement neuropsychologique et moteur de l'enfant et exposition à certains pesticides, comme les organophosphorés,
  - présomption forte de lien entre troubles du comportement (de type internalisé, tels que l'anxiété) et exposition aux pyréthrinoïdes pendant la grossesse.

Les pesticides liés au chlorpyrifos diminuent en moyenne de 2,5 points le quotient intellectuel de chaque enfant européen.
En France, ne base de données (INRAE puis ANSES dite AGRITOX répertorie depuis 1986 les données issues des dossiers de substances actives et/ou de demande d'autorisation de mise sur le marché soumis par les industriels, ainsi que des données issues de la littérature scientifique. Agritox est aujourd'hui accessible (en open data) sur le site data.gouv.fr , mais selon Santé publique France (2022) « la mise à disposition de données sur les usages réels et spatialisés des produits phytosanitaires en agriculture est un prérequis pour répondre aux questions de santé publique et, au-delà, pour mesurer les impacts des pesticides sur la qualité des écosystèmes dans une approche « Une seule santé » ».
Face au manque de données disponibles permettant reconstruire l'historique des expositions chroniques aux pesticides en agriculture en France métropolitaine depuis 1950, un outil dit « matrice PESTIMAT » est en cours de construction, depuis 2000, à l'Université de Bordeaux, avec le Centre de Lutte contre le Cancer François Baclesse.

### Intoxications aigües
Elles surviennent souvent après un contact direct (agriculteurs, entourage, suicide), et le délai relativement court (quelques heures à quelques jours) entre l'exposition au produit et l'apparition des troubles permet le plus souvent de relier les effets à la cause.
En 2002, dans The Lancet, M Eddleston montre que dans certains pays pauvres, l'empoisonnement par les pesticides tue maintenant plus que les maladies infectieuses
En France, les premières études de la Mutualité sociale agricole (MSA) et du laboratoire GRECAN ont conclu que les pesticides causent environ 100 à 200 intoxications aiguës (irritations cutanées, troubles digestifs, maux de têtes) par an dans le pays.
Les dérivés organochlorés induisent tout d'abord des troubles digestifs (vomissement, diarrhée) suivis par des troubles neurologiques (maux de tête, vertige) accompagnés d'une grande fatigue. À ceux-ci succèdent des convulsions et parfois une perte de conscience. Si le sujet est traité à temps, l'évolution vers une guérison sans séquelles survient généralement. L'intoxication aiguë avec ce type de produit est relativement rare, à moins d'ingestion volontaire (suicide) ou accidentelle (absorption par méprise, dérive de nuage, jet de pulvérisateur, etc.).
Les dérivés organophosphorés ainsi que les carbamates, en inhibant la cholinestérase, induisent une accumulation d'acétylcholine dans l'organisme débouchant sur une hyperactivité du système nerveux et à une crise cholinergique. Les signes en sont des troubles digestifs (hypersécrétion salivaire, nausée, vomissement, crampes abdominales, diarrhée profus) ; des troubles respiratoires (hypersécrétion bronchique, toux et essoufflement) et des troubles cardiaques (tachycardie avec hypertension puis hypotension) ; des troubles neuromusculaires (contractions fréquentes et rapides de tous les muscles, mouvements involontaires, crampes puisparalysie musculaire générale). La mort survient rapidement par asphyxie ou arrêt cardiaque. L'antidote pour cette catégorie de produit est le sulfate d'atropine, qui neutralise rapidement les effets toxiques.
Les rodenticides à base d'anticoagulants agissent en abaissant le taux de prothrombine dans le sang, nécessaire à la formation du caillot sanguin, entraînant des hémorragies internes. Ils ne causent généralement pas — sauf absorption massive à but suicidaire — de troubles de la coagulation, ni d'hémorragie chez l'adulte mais des hémorragies graves peuvent survenir chez l'enfant. Les symptômes, après quelques jours (pour une dose élevée) ou après quelques semaines (pour des prises répétées) sont : sang dans les urines, saignement de nez, hémorragie gingivale, sang dans les selles, anémie, faiblesse. La mort peut survenir dans les 5 à 7 jours qui suivent.

### Intoxications chroniques
Ce risque est débattu pour l'adulte et peu mesurable faute de symptômes spécifiques et de données sur le degré d'exposition sauf pour les lymphomes. Chez l'enfant, des cancers (tumeurs cérébrales, leucémies et néphroblatomes…) sont plus fréquemment associés à une exposition chronique aux pesticides ou à celle des parents lors de la grossesse.

#### Altérations du système nerveux
Les organochlorés induisent une fatigabilité musculaire et une baisse de la sensibilité tactile.
Les organophosphorés entraînent à long terme des céphalées, de l'anxiété, de l'irritabilité, la dépression et l'insomnie, voire des troubles hallucinatoires. Certains paralysent (comme les dérivés mercuriels ou arsenicaux).
En 2012, selon une trentaine d'études épidémiologiques, les pesticides pourraient induire des troubles dépressifs et psychiatriques (sans lien proportionnellement clair établi avec le taux de suicide plus élevé chez les agriculteurs que dans la plupart des autres professions).

#### Cancers
Dans une synthèse des études s'intéressant aux effets des résidus de pesticides dans l'alimentation sur la santé, trois études sont identifiées qui se penchent sur les cas de cancers. Parmi ces trois études, deux ont mis en évidence une survenue de cancers accrue chez les personnes mangeant des aliments plus exposés aux résidus de pesticides. La troisième n'a pas identifiée de lien, ce qui conduit l'équipe de recherche à considérer le niveau de preuve comme faible. Ces preuves sont toutefois en cohérence avec les propriétés connues des pesticides de causer des altérations génétiques, épigénétiques ou de perturbation endocrinienne.

#### Maladies neurodégénératives

##### Maladie de Parkinson
La maladie de Parkinson est la deuxième maladie neurodégénérative la plus fréquente après la maladie d'Alzheimer.
Elle est notamment caractérisée, du point de vue cellulaire, par une perte des neurones dopaminergiques de la substance noire et par des inclusions neuronales appelées corps de Lewy constituées par un dépôt anormal d'alpha-synucléine, une protéine.
Ces processus conduisent à une perte progressive du contrôle de la motricité.
En dehors des cas familiaux qui sont rares, les causes de la maladie sont peu connues mais considérées comme multifactorielles et impliquant des facteurs génétiques et environnementaux.
L'hypothèse d'un lien entre une exposition aux pesticides et la maladie de Parkinson date de 1983,.
On a décrit à l'époque la survenue de syndromes Parkinsoniens chez plusieurs toxicomanes à la suite de l'injection de MPTP (1-méthyl-4-phényl-1,2,3,6-tétrahydropyridine).
Ce composé, métabolisé en MPP+ (1-méthyl-4-phénylpyridinium), est un inhibiteur de la chaîne respiratoire mitochondriale ; il a une action neurotoxique sur les cellules dopaminergiques.
Le MPP+ possède une structure chimique proche de celle du paraquat, un herbicide interdit dans l'Union européenne depuis 2007, toujours utilisé dans certains pays « en voie de développement ».
Cette ressemblance structurale a motivé l'évaluation d'une exposition aux pesticides sur l'apparition de la maladie de Parkinson.

MPP+.
Paraquat.

Une méta-analyse (2012) a ré-analysé 46 études, concluant à un excès 62 % de risque supplémentaire de développer la maladie de Parkinson pour les personnes exposées à des pesticides au cours de leur vie, plus particulièrement aux herbicides et/ou insecticides,.
Le risque est encore plus net (250 %) quand le niveau d'exposition est déterminé par un critère objectif — métier en relation avec les pesticides — que s'il est estimé par le sujet lui-même (150 %).
Les études épidémiologiques sont souvent difficiles en raison d'une faiblesse des effectifs, de facteurs confondants (les individus sont soumis à plusieurs pesticide au cours de leur vie).
Pour pallier cela, l'Agricultural Health Study a regroupé les pesticides selon leur action sur la physiologie cellulaire, mettant alors en évidence des effets significatifs.
Le risque de maladie de Parkinson double pour les pesticides générateur de stress oxydant, et est 1,7 fois plus élevé pour les inhibiteurs du complexe I de la chaîne respiratoire ; deux pesticides en particulier sont associés à la maladie, le paraquat et la roténone.
L'injection systémique de ces deux pesticides, chez l'animal, est notamment utilisée pour générer des modèles de la maladie de Parkinson permettant d'étudier les aspects moléculaires et cellulaires de la pathogenèse et de la physiopathologie de cette maladie.
D'autres études ont également conclu à une augmentation probable des risques de maladie de Parkinson à la suite de l'exposition chronique à certains pesticides.
Selon Ascherio & al. (2006) le risque de maladie de Parkinson croît de près de 70 % (5 % des personnes exposées aux pesticides risqueraient de développer la maladie contre 3 % pour la population générale.
Autre indice : cette maladie est plus fréquente (+56 %) en milieu rural qu'en milieu urbain,.
Des méconduites scientifiques ont donné lieu à la rétraction de deux études réalisées chez le rongeur.
En France, la maladie est encore absente des tableaux de maladie professionnelle, mais un cas récent pourrait faire jurisprudence : le 12 mai 2006, pour la première fois, un tribunal des affaires de sécurité sociale (TASS) (celui de Bourges, département du Cher) a reconnu comme maladie professionnelle la maladie de Parkinson dont souffrait un ancien salarié agricole, M. V., 52 ans, qui a développé les symptômes de cette maladie à 44 ans (en 1998) et qu'il a été prouvé qu'il avait manipulé de grandes quantités de produits phytosanitaires au cours de sa vie professionnelle.
En 2012, le ministre de l'Agriculture a officialisé la reconnaissance du lien entre cette maladie neurodégénérative (Parkinson) et les pesticides chez les agriculteurs.

##### Maladie d'Alzheimer
La maladie d'Alzheimer est la cause de démence la plus fréquente. Sa manifestation clinique la plus connue est une perte de mémoire.
Du point de vue cellulaire et moléculaire, la maladie se caractérise par une atrophie cérébrale associée à des plaques séniles extracellulaires et des enchevêtrements neurofibrillaires intracellulaires perturbant le fonctionnement cérébral.
L'origine n'est génétique que pour environ 10 % des cas. Les autres facteurs, a priori environnementaux, sont encore mal cernés. Une revue critique analysant 24 articles de recherche originaux indique cependant que les pesticides sont le facteur de risque professionnel pour lequel il existe le plus de liens convaincants avec la maladie d'Alzheimer,.
Parmi les travaux analysées, trois études de cohorte indiquent une élévation significative du risque de développer la maladie avec, pour l'une d'elles, un quadruplement du risque.
Ces études ne peuvent pour le moment pas conclure sur l'implication de substances (ou associations de substances) spécifiques.

#### Troubles dépressifs
Selon une synthèse de 27 études s'intéressant aux troubles dépressifs dans des populations agricoles utilisant des pesticides, les travailleurs agricoles exposés aux pesticides (notamment organophosphates, herbicides et pyréthroïdes) sont plus à risque de développer des troubles dépressifs.

### In utero
L'exposition intra-utérine de l'embryon et/ou du fœtus à certains pesticides (ou métabolites) peut avoir divers effets : « infertilité, mort fœtale, prématurité, hypotrophie, retard de croissance intra-utérin (RCIU), malformations congénitales, notamment orofaciales », encore à confirmer en raison de possibles biais.
« Les pesticides peuvent interférer avec les hormones (perturbateur endocrinien), les facteurs de croissance ou les neurotransmetteurs » et les manifestations neurologiques sont « de mieux en mieux documentée ».

#### Troubles neurodéveloppementaux
En 2007, de nombreux spécialistes de l'environnement, du développement, de la toxicologie, de l'épidémiologie, de la nutrition et de la pédiatrie se sont réunis sous l'égide de plusieurs agences gouvernementales (Organisation mondiale de la santé, Agence européenne pour l'environnement, Environmental Protection Agency, etc.).
Cette rencontre a donné lieu à la « déclaration des Îles Féroé » du nom du lieu de la conférence.
Il est ressorti de cet échange, à propos des résultats les plus récents de la recherche scientifique, que la période développementale, et notamment cérébrale, était particulièrement susceptible aux risques environnementaux.
Une exposition à des polluants chimiques, durant cette période de vulnérabilité accrue, causerait des maladies et des désordres ayant des conséquences durant la vie entière.
Certains composés chimiques, y compris à de faibles doses, conduiraient à des déficits fonctionnels importants et une augmentation du risque de développer certaines maladies.

### Autres altérations
Atteintes dermatologiques : rougeurs, démangeaisons avec possibilité d'ulcération ou de fissuration, urticaire sont très fréquents, surtout sur les parties découvertes du corps (bras, visage) ; les roténones causent des lésions sévères des régions génitales.
Troubles du système hématopoïétique : les organochlorés peuvent diminuer le nombre de globules rouges et blancs, avec risque de leucémie.
Atteintes du système cardiovasculaire : les organochlorés peuvent causer des palpitations et perturber le rythme cardiaque.
Atteintes du système respiratoire : elles sont souvent liées aux phénomène d'irritation engendrés par bon nombre de pesticides, favorisant des surinfections et les bronchites, rhinites et pharyngites.
Atteintes des fonctions sexuelles : Outre le cas médiatisé de la chlordécone ; un nématicide, le DBCP, a provoqué chez les employés de l'usine où il est synthétisé un nombre important de cas d'infertilité. D'autres substances semblent impliquées dans la délétion croissante de la spermatogenèse, soit directement comme reprotoxiques soit à faible doses ou via des cocktails de produits comme perturbateur endocrinien. Dans ce cas, l'embryon peut être touché, même par une exposition à de faibles doses (anomalies génitales, et peut-être risque augmenté de certains cancers et de délétion de la spermatogenèse chez le futur adulte).
Risques fœtaux : des pesticides franchissent la barrière placentaire et ont une action tératogène sur l'embryon(ex : DDT, malathion, phtalimides (fongicides proches de la thalidomide), pouvant causer des accouchements prématurés, des avortements, des malformations de l'appareil génital du garçon. Il est conseillé à la femme enceinte d'éviter tout contact avec des pesticides entre le 23e et le 40e jour de la grossesse, mais certains produits ont une longue demi-vie dans l'organisme (lindane, DDT par exemple).
Perturbations hormonales : certains pesticides se comportent comme des « leurres hormonaux ». Chez 100 % des 308 femmes enceintes espagnoles, ayant ensuite donné naissance à des enfants jugés en bonne santé entre 2000 et 2002, on a trouvé au moins un type de pesticide dans le placenta (qui en contenait en moyenne 8, et jusqu'à 15, parmi 17 pesticides recherchés, organochlorés, car étant aussi des perturbateurs endocriniens). Les pesticides les plus fréquents étaient dans cette étude le 1,1-dichloro-2,2 bis(p-chlorophényl)-éthylène (DDE) à 92,7 %, le lindane à 74,8 % et l'endosulfan-diol à 62,1 % (le lindane est interdit, mais très persistant).
Tumeurs et cancers : le GRECAN a mis en évidence un plus faible nombre de cancers chez les agriculteurs que dans la population générale, mais avec une occurrence plus élevée de certains cancers (prostate, testicules, cerveau (gliomes), etc.). L'étude AGRICAN commencée en 2005 est en cours jusqu'en 2020 : elle concerne le suivi de 180 000 personnes affiliées à la Mutualité sociale agricole (MSA). Dans le monde, une trentaine d'études montrent toutes une élévation du risque de tumeurs cérébrales. Selon l'Inserm, il semble exister une relation entre cancer du testicule et exposition aux pesticides.
L'étude d'Isabelle Baldi (2007) conclue que le risque de tumeur cérébrale est plus que doublé chez les agriculteurs très exposés aux pesticides (tous types de tumeurs confondues, le risque de gliomes étant même triplé). Les habitants utilisant des pesticides sur leurs plantes d'intérieur ont également un risque plus que doublé de développer une tumeur cérébrale. L'étude ne permet pas de dire si un produit ou une famille de pesticide serait plus responsable que d'autres, mais l'auteur note que 80 % des pesticides utilisés par les vignerons sont des fongicides.
Une autre étude, portant sur la population masculine française montre que l'incidence des lymphomes est deux à trois fois plus élevée parmi les agriculteurs.
Au niveau moléculaire, une étude française démontre une relation entre l'exposition professionnelle aux pesticides et l'acquisition d'une anomalie chromosomique connue pour être l'une des étapes initiales de certains cancers.
Une étude de l'Observatoire régional de Santé de Poitou Charente (septembre 2011) a montré une « surmortalité significative » des adultes par lymphomes (19 %) dans certains territoires agricoles. Un rapport du Réseau national de vigilance et de prévention des pathologies professionnelles (rnv3p) a confirmé un risque accru de tumeurs chez les personnes travaillant dans les secteurs Agriculture, pêche, sylviculture et aquaculture. L'exposition aux pesticides correspondrait à 45 cas sur 578 signalés.
En 2007, dans une méta-analyse incluant 83 études, 73 d'entre elles ont montré une association positive entre exposition aux pesticides et cancer.
Le 28 juillet 2014, l'Institut national du cancer publie la version actualisée d'une fiche repère portant sur un état des lieux des connaissances sur les pesticides et les risques de cancers.

## Cycle du poison
Cette notion a été introduite au milieu des années 1970 pour décrire le phénomène de circulation mondialisée de pesticides interdits dans certains pays. Il décrit les situations où des pesticides interdits dans des pays industrialisés continuent à y être produit par l'industrie chimique, mais uniquement pour l'exportation vers les pays en développement.
Ces produits sont ensuite utilisés dans ces pays en développement, mais presque entièrement sur les cultures d'exportation. Une partie de ces pesticides peut contaminer les eaux marines ou de pluies, ou être directement réexportée — sous forme de résidus, ou de contaminants sur ou dans les produits envoyés vers les pays riches. Ils peuvent aussi l'être dans des poissons, crustacés ou de la viande via la chaine alimentaire, éventuellement bioconcentrés.
Dans les années 2000, Ryan E. Galt estime qu'en raison « d'importants changements mondiaux en matière de réglementation des pesticides, la production, le commerce, les ventes » et de certaines dynamiques « économiques, sociales et écologiques » nouvelles, ce concept doit être révisé, et que la réglementation des pays industrialisés sur les pesticides devrait, en visant la sécurité, intégrer une évaluation des risques multi-critères (multi-characteristic risk assessments), et que la notion de « cycle du poison » « devrait être remise à jour (updated) en raison de l'exportation de nouvelles classes de pesticides agricoles » ; il parle de « divergence des pesticides par l'orientation des marchés ».
La rémanence de certains produits peu dégradables (ou non dégradables) (cuivre, produits à base d'arsenic et plomb…) dans le sol et les sédiments doit aussi être prise en compte.

## Réglementation

### Réglementation européenne
Le Parlement européen publie en janvier 2009 un rapport qui revient sur une directive de 1991 et prévoit l'interdiction de certaines substances entrant dans la composition des pesticides. L'Union européenne dispose d'une réglementation concernant les produits phytosanitaires et les pesticides.
Le 22 juin 2022, la Commission européenne présente son projet de règlement visant à réduire l'usage des pesticides de moitié d'ici 2030 (par rapport au niveau de 2015), et à réduire de 20 % le recours aux engrais. Ce projet constitue la première composante de la stratégie « de la ferme à la fourchette » présentée en 2021, volet agricole du Pacte vert pour l'Europe. Le projet impose à chaque État de se fixer un objectif national. En réponse aux protestations des représentants des agriculteurs, Frans Timmermans, commissaire chargé du plan européen pour le climat, déclare : « Si nous ne faisons pas ce que nous proposons, dans dix ou quinze ans, le problème de la biodiversité sera si grave que l'agriculture ne sera plus viable en Europe ».

### Réglementation française
De nombreux produits jusqu'alors autorisés, donc considérés comme efficaces et ne présentant pas de risque inacceptable, ont été interdits à la mise sur le marché et à l'utilisation. Ces produits sont appelés « Produits Phytosanitaires Non Utilisables » (PPNU). En mars 2012, l'ONG Générations Futures a présenté douze revendications à l'occasion du colloque Pesticides et Santé organisé au Sénat : la relance du plan Écophyto, la fin du système de dérogation pour certaines molécules dans le cadre des impasses techniques, des bandes de 100 m de largeur (comme en Argentine) sans traitement à proximité des zones d'habitation (en épandage aérien, la limite prévue par le régime dérogatoire est de 50 m), le retrait du marché des substances classées CMR (« cancérogène, mutagène et reprotoxique ») de catégorie 1 à 3, la délivrance de l'autorisation de mise sur le marché de tout produit étendue aux ministères de l’Écologie et de la Santé en plus du ministère de l'Agriculture.
Un rapport parlementaire français constate que les dangers et les risques des pesticides pour la santé sont sous-évalués, que le suivi des produits après leur mise sur le marché est imparfait, que l'effet des perturbateurs endocriniens est mal pris en compte, que les protections sont insuffisantes, et que le plan Écophyto 2018 doit être renforcé.
La loi Labbé du 1er janvier 2017, du nom du sénateur qui a porté le dossier législatif, interdit l'utilisation des pesticides pour l'entretien des espaces verts, accessibles ou ouverts au public. Depuis le 1er janvier 2019, cette interdiction a été étendue aux particuliers Seuls les pesticides de biocontrôle, à faible risque ou utilisables en agriculture biologique, restent autorisés.
Le gouvernement fixe dans un arrêté les distances minimales d'épandage des pesticides à 5 et 10 m, selon les types de cultures, à partir du 1er janvier 2020. La distance de 5 m concerne les cultures dites « basses » comme les légumes ou céréales, et celle de 10 m les cultures hautes, telles que les arbres fruitiers ou les vignes. Une exception porte à 20 m la « distance incompressible » d'éloignement des habitations pour la petite minorité de produits considérés comme les plus dangereux (0,3 % des substances actives utilisées).
Le 26 juillet 2021, le Conseil d'État, sur saisine de plusieurs associations, ordonne au gouvernement de modifier ses règles sur l'utilisation des pesticides en agriculture et lui a donné six mois pour « compléter » la réglementation sur trois points : augmenter les distances minimales d'épandage à proximité des zones d'habitation, protéger les personnes travaillant à proximité d'une zone d'utilisation de pesticides, rendre obligatoire l'information des riverains en amont. Le Conseil d'État rappelle que l'Agence nationale de sécurité sanitaire (Anses) « recommande une distance minimale de dix mètres entre les habitations et les zones d'épandage de tout produit classé cancérogène, mutagène ou toxique, sans distinguer si leurs effets sont avérés, présumés ou seulement suspectés » et juge « que les distances minimales d'épandage des produits dont la toxicité n'est que suspectée, qui ont été fixées à cinq mètres pour les cultures basses comme les légumes ou les céréales, [étaient] insuffisantes ».
En janvier 2023, le ministre de l'Agriculture, Marc Fesneau, annonce qu'aucune dérogation à l'utilisation des néonicotinoïdes ne sera accordée en France en 2023. Cette décision fait suite à l'injonction de la Justice européenne qui indiquait que « les États membres ne peuvent pas déroger aux interdictions expresses de mise sur le marché et d'utilisation de semences traitées à l'aide de produits phytopharmaceutiques contenant des néonicotinoïdes ». La filière de la betterave sucrière redoute de perdre une partie de sa récolte.
L'Agence nationale de sécurité sanitaire (Anses) annonce le 15 février 2023 qu'elle engage le retrait des principaux usages du S-Métolachlore, herbicide très utilisé pour la culture du maïs, du tournesol, du soja et du sorgho. L'Agence européenne des produits chimiques (Echa) a proposé en juin 2022 de le classer comme substance « susceptible de provoquer des cancers ». Il est aussi soupçonné d'être un perturbateur endocrinien. Les contrôles menés par l'Anses ont mis en évidence des dépassements « nombreux et croissants » des concentrations de trois métabolites du S-Métolachlore dans les nappes phréatiques par rapport aux seuils fixés par la réglementation européenne. L'Anses prévoit un délai d'adaptation : six mois pour la vente des herbicides concernés et un an pour leur utilisation.
Le 29 juin 2023, le tribunal administratif de Paris, qui avait été saisi par cinq associations environnementales, reconnaît l'existence d'un « préjudice écologique » lié à l'utilisation des pesticides, qui ont entraîné une contamination « généralisée, diffuse, chronique et durable des eaux et des sols ».

### Pesticides retirés du marché et controverses
Tout pesticide nécessite une autorisation de mise sur marché et cette autorisation est limitée dans le temps de façon à pouvoir prendre en compte des nouveautés scientifiques (de santé ou d'environnement) et des évolutions législatives. Ainsi, certains produits antérieurement autorisés sont interdits en raison de leur dangerosité démontrée ultérieurement (pollution rémanente des eaux, apparition de résistance de souches, influence métabolique à long terme, etc.).
L'utilisation de pesticides retirés du marché est interdite et soumise à contrôle. L'article L.253-17 du Code rural prévoit des peines qui peuvent aller jusqu'à 30 000 euros d'amende et six mois d'emprisonnement.
Des ONG, dont Greenpeace, tout en reconnaissant le caractère multifactoriel (plus de 40 facteurs) de la disparition des abeilles, demandent l'interdiction des produits qu'elles jugent les plus dangereux pour les abeilles (imidaclopride, thiaméthoxame, clothianidine, fipronil, chlorpyriphos, cyperméthrine et deltaméthrine) et « des mesures de promotion de la biodiversité sur les terres agricoles et de protection et de restauration des écosystèmes pour préserver l’environnement dont les abeilles et autres pollinisateur ont besoin pour vivre. En font partie : les haies, les jachères florales et les réseaux de biotopes ». En avril 2013, la Commission européenne annonce une probable suspension, au 1er décembre 2013 et pour 2 ans, de 3 insecticides de la famille chimique des néonicotinoïdes (imidoclopride, clothianidine et triaméthoxane commercialisés sous divers noms : Gaucho, Cruiser, Poncho, etc.) probablement impliqués dans le déclin des abeilles domestiques.
Santé publique France publie en décembre 2021 une étude montrant que des pesticides interdits depuis 20 ans sont toujours présents chez 50 % des Français.

### Carences des évaluations des pesticides
Un rapport du conseil scientifique de l'Anses visant à analyser la crédibilité de l'expertise scientifique identifie trois grandes tensions : le décalage entre le cadre réglementaire et les connaissances scientifiques produites hors de ce cadre ; l'urgence dans laquelle l'Anses doit parfois travailler, ce qui fragilise ses résultats ; la confusion entre l'expertise et la gestion des risques lesquels incombent tous deux à l'Anses,.
Une expertise collective de l'Inrae et de l'Ifremer de 2022 sur les effets des pesticides sur la biodiversité confirme la prise en compte très partielle de la littérature académique par les agences réglementaires. L'expertise pointe notamment les processus décisionnels ou le cadre réglementaire comme éléments explicatifs. À ce titre, les agences réglementaires ont tendance à privilégier les études faites selon les bonnes pratiques de laboratoire, qui sont généralement les études réglementaires financées par l'industrie.
Un rapport de l'ONG Générations Futures, publié en septembre 2019, dénonce les carences dans l'application de la réglementation européenne, qui a pour conséquence « une sous-estimation de la dangerosité réelle des pesticides en Europe ». La réglementation européenne impose aux industriels, au moment où ils sollicitent la ré-autorisation de ces substances, de fournir l'ensemble de la littérature scientifique publiée sur leur toxicité sur les dix années qui précèdent leur démarche. Or, pour au moins cinq pesticides, ceux au renouvellement desquels Générations Futures s'est intéressée dans son rapport, en moyenne seulement 16 % de l'ensemble des études qu'on devrait trouver dans ces cinq dossiers de demande y figurent.
Une synthèse scientifique sur les pratiques de l'industrie des pesticides identifie de nombreuses preuves de l'existence  de pantouflage, où des membres de l'industrie des pesticides vont ensuite travailler pour des agences de réglementation des pesticides (comme l'EPA ou l'EFSA), et inversement.

#### Exposition à un ensemble de substances
Les substances actives sont autorisées et donc évaluées séparément. Pour autant, de nombreux travaux mettent en évidence que l'impact d'un ensemble de substances peut être supérieur à la somme des impacts de chaque substance.
D'après une synthèse de 54 publications scientifiques sur l'impact des pesticides sur la faune du sol, l'impact d'un ensemble de substances peut être accru, ce qui conduit les chercheurs et chercheuses à encourager une évaluation des risques portant sur l'exposition de multiples espèces à des mélanges réalistes de pesticides.
D'après un projet de recherche européen s'intéressant aux perturbateurs endocriniens, dont les pesticides, la réglementation actuelle sous-estime « systématiquement » les risques, jusqu'à un facteur 100.

#### Atrazine, interdite en France depuis 2001
Un exemple typique de changement de classification est celui de l'atrazine, utilisée massivement en France et dans de nombreux autres pays comme un herbicide d'une grande efficacité pour le désherbage du maïs. L'atrazine (comme toute la famille des triazines) est à présent reconnue comme à l'origine de pollutions majeures des nappes souterraines et des eaux de surface qui sont polluées à 50 % en France (par rapport aux normes édictées pour les triazines). Par exemple, en Bretagne, comme dans le Sud-Ouest et l'Île-de-France, il est courant de trouver, dans des prélèvements d'eau potable, des taux de triazine dix fois plus élevés que le seuil autorisé de 0,1 µg/L.
Jusqu'en 2002, la famille des triazines constituait les produits phytosanitaires les plus employés en France, utilisés à 80 % en termes de surface par les producteurs de maïs conventionnel. Ils avaient été introduits en 1962 et étaient caractérisés par une excellente efficacité et un faible coût.
Protégés des UV solaires dans le sol, ils se sont avérés moins dégradables que ce qu'avait annoncé le fabricant. Neuf ans après son interdiction en Allemagne, l'atrazine était encore le pesticide quantitativement le plus présent dans la pluie, et ses produits de dégradation (ex. : désisopropylatrazine, déséthylatrazine) sont encore très présents alors que la molécule-mère commence à disparaître.

Formule structurelle de l'atrazine, herbicide de la famille des triazines, parmi les plus utilisés au monde (après le glyphosate). L'atrazine, maintenant interdite dans l'Union européenne, est encore utilisée dans divers pays sur cultures annuelles ou pérennes.

En raison de sa toxicité et de sa pollution rémanente dans les eaux (molécule peu biodégradable), l'atrazine a été bannie en Allemagne puis après quelques années en France en 2001, comme le reste de la famille des triazines (mise en application en juin 2003 pour la France) après des années d'utilisation (1962-2003).
Ce revirement pourrait être lié à une prise de conscience progressive de la dangerosité de certains produits phytosanitaires, ou éventuellement aux deux condamnations de la France par la cour de Justice européenne pour avoir manqué à ses obligations en matière de qualité de l'eau. De nombreux autres produits sont en discussion, tels l'arsénite de soude (produit cancérigène très utilisé en viticulture). Le programme européen global de réforme écologique de l'agriculture prévoit d'interdire d'ici 2008 près de quatre cents produits jugés dangereux pour la santé de l'homme qui avaient été cependant agréés par la directive de 1991. L'arsénite de soude est dorénavant inutilisable en viticulture. Tous les résidus (bidons vides ou partiellement vides) ont été récupérés lors de collectes spécifiques organisées par les autorités compétentes. Des contrôles du Service régional de la protection des végétaux (SRPV) peuvent être réalisés dans toutes les exploitations agricoles et des sanctions sont prévues en cas de détention de produits phytosanitaires interdits (les PPNU).

#### Gaucho, partiellement interdit en France depuis 2009
Un exemple de cas très débattu au début du XXIe siècle est celui du Gaucho, accusé par les apiculteurs d'être à l'origine de la diminution importante de certaines populations d'insectes, notamment les abeilles.

#### DDT, interdit en France depuis 1973
Bien qu'interdit depuis longtemps dans les pays occidentaux, on en trouve encore des traces dans la graisse des animaux, mais aussi dans la nourriture.
Bien que l'utilisation du DDT à grande échelle ait été abandonnée depuis trente ans, l'OMS recommande son utilisation dans les habitations pour lutter contre les moustiques vecteurs du paludisme.

Structure chimique du dichlorodiphényltrichloroéthane (DDT), insecticide très utilisé dans les années 1940-1950, notamment via des pulvérisateurs de type Fly-Tox.

#### Prévention et contrôle
L'Europe dispose d'une directive sur les biocides et a annoncé en 2011 un renforcement de la prise en compte de la biodiversité dans ses politiques d'autorisation et contrôle des pesticides (« phyto- et zoosanitaires »).
Elle a adopté en janvier 2009 un paquet législatif sur les pesticides, incluant une nouvelle législation durcissant les usages et autorisation en Europe, base d'une directive-cadre sur l'utilisation durable des pesticides visant à mieux protéger les consommateurs européens et l'environnement, interdire les pesticides toxiques et encourager le développement d'une agriculture durable. En 2010, un nombre important et inhabituel de dérogations, voire des « arrangements officieux » semblent avoir cependant permis un usage significatif de pesticides normalement interdits par les nouvelles normes européennes.
Les personnels (dont agriculteurs) effectuant les épandages semblent les plus exposées à un impact sur leur santé. Lors des épandages, il leur est couramment recommandé de porter une combinaison et des gants adaptés à ce pesticide, ainsi qu'un masque de protection lors de la préparation.
Cependant, ces combinaisons sont peu portées, car elles présentent des inconvénients ergotoxicologiques : peu adaptées à la diversité des tâches de l'agriculteur, elles constituent une source d'inconfort, notamment thermique, favorisent la sudation et la rémanence des imprégnations. Dans certains cas, même, les porteurs d'une telle combinaison sont plus contaminés que ceux qui ne la portent pas. Enfin, les combinaisons, et plus particulièrement le masque, exigent un entretien peu aisé. Des tabliers, plus pratiques à mettre et retirer, existent depuis 2010. parfois, « l'autorisation d'une préparation est subordonnée au port d'un équipement de protection individuelle par son utilisateur », mais l'usage de protection pourrait nuire à l'image de l'exploitation agricole : les habitants voisins peuvent se sentir menacés par les épandages ou les consommateurs peuvent associer cette tenue à une mauvaise qualité de la production. Ce risque social constitue un facteur supplémentaire dissuadant souvent l'épandeur d'utiliser cette protection.
En France, l'Anses, saisie par la Direction générale de l'alimentation (DGAI) à propos des meilleurs caractéristiques des équipements de protection individuelle (EPI) pour l'utilisation de certains produits phytopharmaceutiques a en 2012 recommandé l'inscription, dans la loi d'une demande d'autorisation de mise sur le marché et de « l'obligation pour le pétitionnaire de procéder […] au recueil des données et à la réalisation des tests nécessaires pour documenter les performances des EPI qui pourraient être recommandés aux futurs utilisateurs du produit » ; les sociétés voulant mettre un nouveau pesticide sur le marché devraient alors présenter une liste d'EPI les plus protecteurs. Dans le même avis, l'Anses encourage la création d'une norme européenne pour « faciliter la mise à disposition d'Équipements de Protection Individuelle certifiés avec le marquage CE » pour les applicateurs de pesticides.
Dans les tracteurs, les cabines pressurisées climatisées et munies de filtres, bien que coûteuses, fournissent un complément de protection. Elles présentent cependant elles aussi des défauts d'utilisabilité et ne constituent pas une protection totale.
Pour pallier ces contraintes, des pratiques supplémentaires sont mises en œuvre : la limitation des durées d'exposition est la première précaution. Parfois, l'odeur alerte quant au danger d'exposition, bien que tous les pesticides n'aient pas d'odeur et qu'une substance peut être nocive bien en deçà du seuil de perception. Les personnes sensibles, notamment les femmes enceintes, doivent être mises à l'écart des zones que l'on sait traitées. Depuis l'arrêté du 12 septembre 2006 en France, des délais de ré-entrée dans les zones traitées sont fixés (6 à 48 h selon le pesticide) pour toute personne.
Concernant la protection des consommateurs et les contrôles :
- En Europe, la politique de sécurité alimentaire s'établit « de la ferme à la table » pour tous les aliments mis sur le marché européen[201].
 Le programme Physan (Phyto-Sanitary Controls) regroupe :
  - une base de données qui renforce d'autres bases. Elle regroupe les données issues de la mise en œuvre de la législation relative aux contrôles de l'UE sur les cultures, les produits végétaux, les semences et variétés végétales, ainsi que des pesticides.
  - le Réseau européen des systèmes d'information sur la protection des végétaux (Europhyt[202]), qui fournit des renseignements sur la protection des végétaux ;
  - PEST (I, II, III, IV et V) - Physan Pesticides, relatif aux notifications de résidus de pesticides par la Commission européenne et par les administrations compétentes ou autorisées des États membres ;
  - CAT (I et II) - Physan Catalogue, qui met à jour des catalogues de produits de semences commercialisés librement;
  - FEED (I et II) - Physan Feedingstuff (Physan aliments composés), focalisé sur l'utilisation et la commercialisation d'additifs pour l'alimentation animale.
- En France, depuis 2006, l'Agence française de sécurité sanitaire des aliments (Afssa) est chargée d'évaluer les pesticides mis sur le marché, avant leur homologation. Ainsi, l'Afssa a interdit en 2001 le traitement des vignes à l'arsenic après la découverte de pathologies suspectes.

Les enfants sont particulièrement vulnérables. Selon l'EPA (2008), beaucoup de bébés ne développent pas de capacité à métaboliser (dégrader) les pesticides qu'ils ont absorbés durant les deux premières années de leur vie, ce qui les expose particulièrement. L'EPA a interdit deux pesticides domestiques aux États-Unis (Diazinon et chlorpyrifos), ce qui a conduit à une rapide décroissance de ces produits et de l'exposition de ces produits à New York, où les enfants se montrent en meilleure santé depuis l'interdiction de ces produits. De plus, par kilogramme de masse corporelle, comme pour la plupart des toxiques, les enfants en respirent et en absorbent plus (en moyenne) que les adultes.

#### Production des pesticides interdits d'utilisation
Certains pays produisent et exportent des pesticides interdits d'utilisation sur le territoire. C'est par exemple le cas de la Suisse, dont l'entreprise Syngenta produit et commercialise des pesticides comme le Polo, interdit en Suisse. De même, la France produit et exporte des pesticides interdits dans l'Union européenne. Un projet de loi avait proposé d'interdire cette pratique à partir de 2022, mais la date a été repoussée de trois ans supplémentaires par l'Assemblée nationale le vendredi 15 mars 2019, lors de la nouvelle lecture du projet de loi PACTE.
Le Conseil constitutionnel a rendu le 31 janvier 2020 une décision validant l'interdiction de la production en France pour d'autres pays et de l'exportation des pesticides bannis par l'Union européenne. Pour la première fois, il a décidé que la protection de l'environnement pouvait justifier une moindre liberté d'entreprendre ; c'est un revirement de jurisprudence : « Le Conseil constitutionnel juge […] qu'il découle du préambule de la Charte de l'environnement que la protection de l'environnement, patrimoine commun des êtres humains, constitue un objectif de valeur constitutionnelle ».

### Carences de l'évaluation sur les abeilles
Pour respecter le règlement européen de 2009, qui protège en théorie les pollinisateurs, les tests de toxicité à réaliser sur les abeilles avant la mise sur le marché d'un pesticide, devaient être mis à jour. Les tests en vigueur étant très insuffisants, l'EFSA avait élaboré de nouveaux protocoles complets : ils incluaient l'évaluation de la toxicité chronique, les effets sur les larves, les abeilles sauvages et bourdons, différentes voies de contamination (eau, poussières…).
Ces protocoles de l'Autorité sanitaire européenne ont été publiés en 2013, mais les États membres ne les ont jamais adoptés, sans dévoiler leurs raisons (ils ont pourtant été inscrit une vingtaine de fois en six ans à l’ordre du jour du comité chargé de l'approuver, le Standing Committee on Plants, Animals, Food and Feed, ou Scopaff). Depuis 2013, l’European Crop Protection Association (ECPA), l’association professionnelle des fabricants de pesticides, s'oppose fermement à leur mise en application.
« Ces tests pourraient permettre d’enrayer efficacement le déclin massif et dramatique des insectes observé en Europe, mais aussi le déclin des oiseaux et des poissons qui en dépendent, des vers de terre et d’une myriade extraordinaire de micro-organismes indispensables à la vie de sols et à nos cultures. », selon l'eurodéputé Eric Andrieu et Nicolas Laarman, de l'ONG Pollinis (tribune dans Le Monde du 15 juillet 2019), « L’extinction en cours des abeilles et autres insectes pollinisateurs est un enjeu vital, et la réforme de notre système d’homologation des pesticides, une urgence absolue ».

## Nouveaux produits pour les cultures mineures
Ces produits spécifiques n'existaient pas, ou n'étaient pas recherchés par les fabricants, faute de marché rentable. En Europe, un nouveau règlement de 2009 (CE) contient des dispositions visant à accroître la disponibilité des produits phytopharmaceutiques pour les cultures d'importance mineure.

## Dérogations pour usage de produits interdits
L'Europe autorise, certains usages dérogatoires à certaines conditions et quand il n'y a pas d'alternatives. Il faut par exemple un « danger imprévu pour la santé humaine et l'environnement », ou la nécessité de répondre à des « attaques d'organismes nuisibles réglementés, à l'encontre desquelles les États membres sont tenus de prendre des mesures d'urgence) des produits interdits ».
Pour l'Europe, ce sont les États membres qui doivent veiller au respect des limites maximales de résidus (LMR) fixées par le règlement (CE) no 396/2005. La Commission reconnaît « la nécessité urgente d'établir des lignes directrices plus harmonisées concernant le processus d'évaluation et de décision sur lequel reposent ces autorisations ». De plus, « il y a lieu d'améliorer le système de notification existant, en imposant aux États membres de soumettre des informations complémentaires à la Commission en ce qui concerne les motifs détaillés de l'octroi de l'autorisation et les mesures d'atténuation des risques appliquées ».
De nouvelles lignes directrices pourraient être élaborées mi 2011 « dans le cadre du règlement (CE) no 1107/2009, qui abrogera la directive 91/414/CEE au 14 juin 2011 »
Cependant, le nombre réel des dérogations ou leurs justifications ne sont pas publiés, et la commission « n'en est informée qu’a posteriori » et selon un rapport en 2011, produit par PAN-Europe (qui rassemble plus de 600 ONG), daté du 26 janvier 2011 par PAN-Europe, il y a eu une augmentation anormale et exponentielle (de plus de 500 %) du nombre de dérogations pour des pesticides non autorisés sur une période de quatre ans. Ainsi, en 2010, les États membres ont demandé 321 dérogations.

## Des plantes pesticides?
De nombreuses plantes produisent naturellement des substances pour se protéger : ainsi le tabac produit l'insecticide nicotine, et le chrysanthème de la pyréthrine. Cette logique a été poussée plus loin par l'introduction de plantes génétiquement modifiées qui produisent elles aussi, généralement tout au long de leur cycle de croissance, leurs propres matières actives (ainsi le Bt, une protéine insecticide produite à l'origine par une bactérie, qui est produite dans la plante génétiquement modifiée au niveau des racines, tiges, feuilles et pollen, mais pas dans la graine) ou des substances fongicides ou bactéricides. Cependant, la question se pose de savoir s'il faut classer ces organismes artificiellement créés parmi les pesticides.

## Résistances aux pesticides

### Définition
La résistance des insectes et en particulier leur « résistance aux pesticides » a été identifié comme un enjeu important dès les années 1960. Elle résulte de la sélection d'individus tolérants des doses qui devraient normalement tuer la majorité ou la totalité des organismes normaux. Les individus résistants se multiplient d'autant mieux qu'il ne sont plus en situation de « compétition intraspécifique », devenant alors en très peu de générations les individus majoritaires de la population. Elle a surtout été observée chez les plantes mais aussi chez les insectes, et en particulier et de plus en plus chez de nombreuses souches et espèces de moustiques devenus rapidement résistants au DDT puis aux organophosphorés, aux carbamates et aux pyréthrinoïdes,,. De même chez la mouche domestique, et d'autres insectes vecteurs de zoonoses ou de maladies humaines, et arthropodes. Les acariens ont également développé des adaptations à certains acaricides) génétiquement transmises à leur descendance.
La résistance est définie par l'OMS comme « l'apparition dans une population d'individus possédant la faculté de tolérer des doses de substances toxiques qui exerceraient un effet létal sur la majorité des individus composant une population normale de la même espèce ».
Elle résulte de la sélection, par un pesticide, de mutants qui possèdent un équipement enzymatique ou physiologique leur permettant de survivre à des doses létales de ce pesticide. Les produits anti-poux sont également concernés, avec des souches de poux devenant de plus en plus résistantes par exemple au malathion et à la d-phénothrine.
Dans le cadre de la sélection naturelle, un pesticide sélectionne des gènes de résistance. Ces gènes peuvent apparaître lors des mutations aléatoires et naturelles ou provoquées par l'exposition à des agents mutagènes, ou être antérieurement présents dans le génome de l'organisme.
Comme dans le cas des maladies nosocomiales impliquant l'antibiorésistance, les scientifiques cherchent à modéliser et mieux comprendre ces phénomènes pour proposer et évaluer les stratégies de lutte contre l'apparition de ces résistances, notamment concernant les vecteurs de maladies humaines.

### Résistance aux insecticides

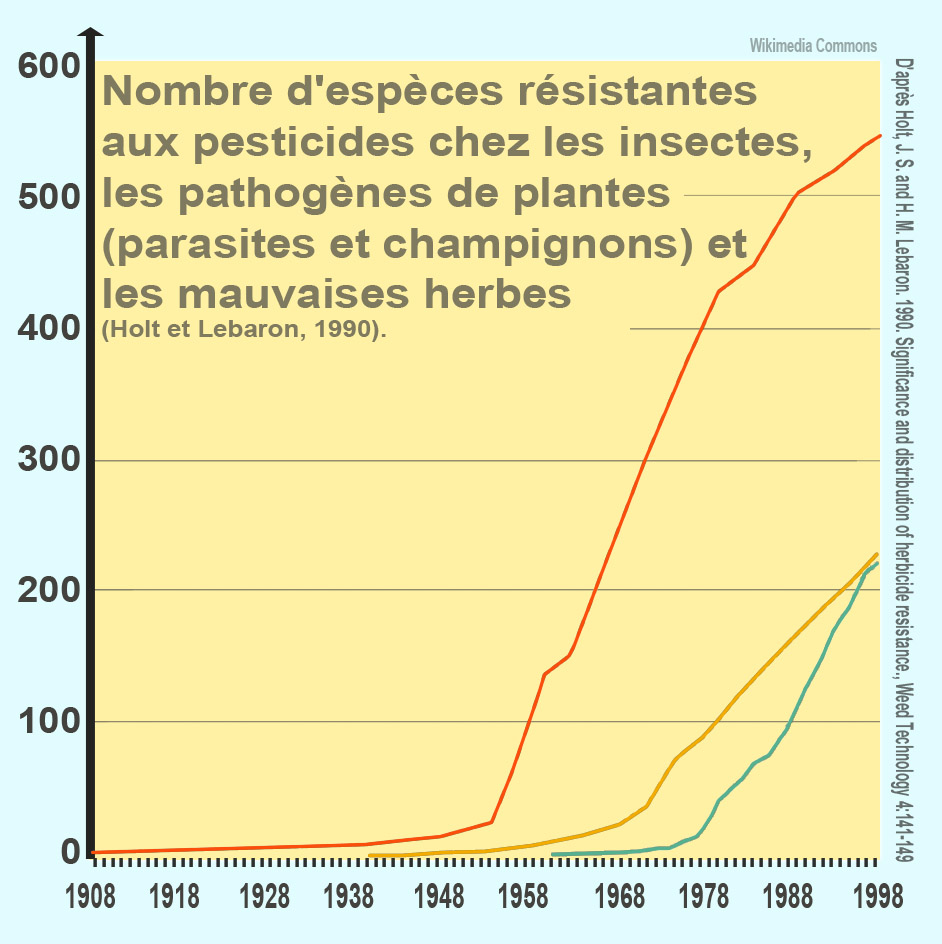
Graphique présentant le nombre croissant d'adaptation à des pesticides chez les insectes les pathogènes de plantes (parasites et champignons) et les adventices.
Les dix années qui ont suivi (1999-2009), le nombre de cas et de type résistance des insectes aux Bt produit par les plantes OGM ont progressé à peu près à la même vitesse.

#### Résistance aux insecticides chimiques classiques
Un insecte ravageur est classé résistant quand plus de 50 % de sa population dans un champ est porteur des gènes de résistance et résiste effectivement au pesticide.
Depuis le premier cas enregistré (résistance du pou de San José aux polysulfures dans les vergers de l'Illinois en 1905) les cas de résistance ont augmenté de manière exponentielle : 5 cas en 1928, 137 en 1960, 474 en 1980. En 1986, 590 espèces animales et végétales présentaient une résistance : 447 espèces d'insectes ou d'acariens, une centaine de pathogènes des végétaux, 41 espèces de mauvaises herbes ainsi que des nématodes et des rongeurs.
Ces résistances semblent parfois anecdotiques, car n'étant que locale, mais d'autres se sont généralisées au monde entier, comme pour la mouche domestique Musca domestica résistante aux organochlorés ou le Tribolium (ver de la farine) résistant au lindane et au malathion. Le moustique Culex pipiens a développé des résistances élevées aux organophosphorés.
Toutes les familles d'insecticides peuvent induire des résistances chez les insectes. Les pyréthrinoïdes et analogues des hormones juvéniles n'échappent nullement à la règle, avec 6 cas de résistance aux pyréthrinoides en 1976, explosant à 54 cas en 1984.
En revanche, au niveau taxonomique, les différents ordres d'insectes expriment des sensibilités variées.
Les résistances sont plus souvent observées chez les diptères, devant les hémiptères (pucerons et punaises). Les coléoptères, lépidoptères et acariens représentent chacun 15 % des cas de résistance. Par contre, les hyménoptères (abeilles, guêpes) ne semblent pas développer de résistance, peut-être pour des raisons génétiques.
En 1984, on connaissait 17 espèces d'insectes et d'acariens résistants aux 5 principaux groupes de pesticides : Leptinotarsa decemlineata le doryphore de la pomme de terre, Myzus persicae le puceron du pêcher, Plutella xylostella la teigne des crucifères, le ver de la capsule, des noctuelles Spodoptera et des espèces d'Anophèles.
La résistance est parfois recherchée : c'est le cas pour l'acarien prédateur Phytoseiulus persimilis utilisé contre les Tétranyques des serres.
Les cultures les plus concernées par les phénomènes de résistance sont le coton et l'arboriculture fruitière. On peut citer le cas de la mouche blanche Bemisia tabaci (Aleurode) dans les cultures de coton de la plaine de Gézira au Soudan au début des années 1980 ou celui des cicadelles du riz en Extrême-Orient et dans le Sud Est asiatique. En Indonésie, la lutte chimique contre Nilaparvata lugens est devenue impossible au milieu des années 1980, obligeant le pays à se tourner vers la protection intégrée des rizières en 1986.

#### Dans les cultures transgéniques aussi
Des phénomènes de résistance sont rapidement apparu chez les insectes s'attaquant aux OGM végétaux produisant du Bt, et malgré les parades mises en place, ce phénomène s'est étendu des années 1990 à 2010.
Dès les années 1980, quelques chercheurs annonçaient de probables résistances, et invitaient à s'y préparer et à gérer ce risque. En 1996, des premiers cas de résistances massives au Bt sont constatés dans le coton Bt américain. Dans les années 2000, on freine (sans l'arrêter) la diffusion de nouvelles résistances en faisant produire deux formes différentes de Bt par la plante. Trois autres méthodes testées et proposées ont été la création de refuges sans OGM près des champs d'OGM, l'insertion par transgenèse de gène codant d'autres molécules insecticides ou encore la diffusion d'insectes parasites stérilisés. En 2008, contrairement à la théorie soutenue par les fabricants, sur le terrain des phénomènes importants de résistance d'insectes-cibles apparaissent.
Une étude publiée dans Nature Biotechnology (2013) a passé en revue 77 études faites dans huit pays et cinq continents, sur le maïs Bt et le coton Bt notamment. Elle a conclu que face aux plantes OGM rendues insecticides par l’insertion d'un gène leur faisant produire la protéine Bt, la résistance des insectes au BT augmente également. La rapidité d'apparition (deux à trois ans après l'autorisation de culture de l'OGM parfois) d'une résistance varie en fonction des pratiques agricoles (la résistance apparaît moins vite ou touche moins d'insectes en présence de « zones refuges » (zones plantées de la même plante, mais non-OGM, à proximité du champ OGM).
Pour 13 types de ravageurs suivis, l'un était devenu résistant en 2005, et quatre autres en 2011. Trois des 5 types de résistance ont émergé aux États-Unis dans le coton et le maïs, pays où les OGM sont les plus cultivés. l'un a émergé en Inde et l'autre en Afrique. Un 6ème type de résistance semble émerger aux États-Unis (mais non comptabilisé car pas encore présent chez 50 % des individus d'un champ).
Les chercheurs ayant publié cette étude jugent « qu'une adaptation des ravageurs aux plants OGM Bt est inéluctable mais que les zones refuges permettent de la ralentir ». Ceci pose problème pour l'agriculture Biologique et la démoustication qui ont le droit d'utiliser la molécule Bt en pulvérisation.

### Facteurs de résistance
Les facteurs favorisant l'apparition d'une résistance sont classés en trois groupes :
- les facteurs génétiques : fréquence, nombre et dominance des gènes de résistance, expression et interaction de ces gènes, sélection antérieure par d'autres matières actives, degré d'intégration du gène résistant et de la valeur adaptative ;
- les facteurs biologiques : temps de génération, descendance, monogamie ou polygamie, parthénogénèse et certains facteurs comportementaux (mobilité, migration, polyphagie, zone refuge) ;
- les facteurs opérationnels : structure chimique du produit et son rapport avec les produits antérieurs, persistance des résidus, dosage, seuil de sélection, stade sélectionné, mode d'application, sélectivité du produit, sélection alternative.

Les deux premiers types de facteurs sont inhérents à l'espèce et ne peuvent être a priori modifiés par l'homme, qui ne pourra intervenir qu'au niveau du troisième groupe.
Il est possible d'établir une hiérarchisation des facteurs prépondérants à l'apparition des phénomènes de résistance. Les plus importants sont :
- le nombre de génération annuelle : le risque d'apparition d'une résistance est d'autant plus grand que la durée du cycle de développement est courte et le nombre de générations annuelles élevé. L'apparition de la résistance est donc liée au nombre de générations ayant subi une pression de sélection continue ;
- la mobilité des populations : l'afflux de migrants diminue fortement la fréquence de la résistance parmi les survivants d'un traitement en diluant les gènes de résistance dans la population ;
- la dominance des gènes de résistance : la résistance apparaîtra plus rapidement, en interaction avec la dose appliquée qui va influer sur l'expression de la dominance : pour une faible dose, les hétérozygotes sensibles sont détruits mais les hétérozygotes résistants vont survivre, entraînant une dominance fonctionnelle du gène résistant.

### Stratégie de limitation de la résistance
L'augmentation de dose appliquée ne fait qu’accroître la pression de sélection. De même, la multiplication des traitements ne conduit qu'à éliminer les migrants sensibles susceptible de diluer les gènes de résistance. Il faut donc jouer sur les facteurs opérationnels en cherchant à limiter au maximum la pression de sélection. Dans ce but, il faut :
- choisir un insecticide suffisamment différent de ceux utilisés auparavant ;
- respecter la dose d'application ;
- l'application doit être localisée dans le temps et dans l'espace ;
- utiliser des produits synergiques ;
- diversifier les méthodes de lutte.

De nombreuses plantes ont été modifiées génétiquement pour être tolérantes à un désherbant total (le glyphosate). Elles contribuent donc à généraliser l'usage de ce désherbant, au risque d'étendre les résistances qui commencent à apparaître chez certains végétaux.

## Résidus
La teneur en résidus de pesticides dans les produits est règlementée au niveau européen (règlement 396/2005 et ses annexes : règlement 178/2006, règlement 149/2008 et modifications). Ces règlements concernent à la fois les denrées alimentaires (alimentation humaine) et les aliments pour animaux. Ils définissent des limites maximales réglementaires (LMR) qui sont fixées sur le respect des bonnes pratiques agricoles et garantissent la sécurité des consommateurs.
La Commission européenne conduit un programme annuel de suivi des résidus de pesticides dans les fruits, légumes et céréales disponibles sur le marché européen. Ce suivi annuel porte sur environ 70 000 échantillons prélevés dans les 27 États-membres. Les résultats publiés jusqu’en 2008 (produits analysés en 2006) sont disponibles sur le site de l'EFSA et de la direction générale de la Santé et des Consommateurs (DG SANCO). Les résultats des années suivantes ont été publiés dans la revue de l’Autorité de sécurité alimentaire européenne.
Sur la période 2001-2009, sur plus de 480 800 échantillons analysés, 54,5 % des échantillons ne contenaient pas de résidus de pesticides, 41,3 % des échantillons contenaient au moins un résidu dont la teneur était inférieure à la LMR. 4,3 % des échantillons contenaient au moins un résidu dont la teneur était supérieure à la LMR. Certains échantillons contenaient plus d’un résidu. Les dépassements de LMR étaient plus fréquents dans les fruits et légumes que dans les céréales (1 à 2 % de dépassement de LMR). Par ailleurs, les produits importés avaient des dépassements de LMR plus fréquents que les produits européens, sans que les causes aient été publiées (nature, mode de production et de transport du produit, pays d’origine à règlementation différente de celle de l’Union européenne, etc.).
Dans ses rapports sur les années 2008 et 2009, l'EFSA conclut que l'exposition à long terme des consommateurs ne porte pas atteinte à leur santé. La vérification de l'exposition à court terme montre que pour 134 échantillons analysés (0,19 %) la dose de référence aigüe (ARfD) pourrait avoir été dépassée si l'aliment concerné était consommé en quantité élevée.
En France, les résultats du programme de surveillance 2008 de la Direction générale de la Concurrence, de la Consommation et de la Répression des fraudes (DGCCRF) du ministère de l'Économie et des Finances indiquent des dépassements de LMR de :
- 4 % dans les fruits et légumes ;
- 2,6 % dans les céréales et produits céréaliers ;
- 1,5 % dans les produits transformés ;
- 0 % dans les produits destinés à l'alimentation infantile.

Les résultats d'analyses des denrées alimentaires issus des laboratoires nationaux permettent à l'Observatoire des résidus de pesticides (ORP) de la Direction de l'évaluation des risques de l'Anses d'évaluer les expositions alimentaires des consommateurs, afin d'orienter les programmes de surveillance nationaux à venir ainsi que les mesures correctives nécessaires par les directions ministérielles chargées de la gestion du risque pour les consommateurs français.
En 2011, l'Anses a publié une étude sur les niveaux résiduels des aliments préparés « tels que consommés » (c'est-à-dire dans l'assiette du consommateur) incluant divers contaminants dont les résidus de pesticides : l'Étude de l'Alimentation Totale (EAT2). Cette étude a notamment mis en évidence une fréquence élevée de présence de résidus de pesticides dans les aliments préparés (lavés, cuisinés…) et/ou transformés, avec 37 % des échantillons alimentaires analysés contenant des résidus, tels que les produits à base de farine de blé (ex. : pain, viennoiseries, pâtes). Cette étude évalue également l’exposition des différentes populations de consommateurs, en fonction de leurs habitudes alimentaires et de la teneur en résidus dans les aliments. L’estimation de cette teneur dépendant de la sensibilité des analyses, il a été retenu une estimation haute et une estimation basse. Le nombre de résidus recherchés et pour lesquels existe une valeur toxicologique de référence (VTR) est de 254. Parmi ces 254 molécules, 244 ne posent pas de risque chronique pour les consommateurs. Neuf molécules présentent un dépassement de VTR avec l’estimation haute, alors qu’elles ne présentent pas de dépassement avec l’hypothèse basse. Pour ces neuf substances, l’Anses n'écarte pas un risque chronique. Enfin, une molécule présente un dépassement de la VTR sous l’estimation basse (qui minore les teneurs dans les aliments et donc l’exposition), et le risque est réel pour certains consommateurs.
Ces études portant sur l’exposition des consommateurs par la voie alimentaire ne doivent pas faire oublier que les résidus de pesticides concernent d'autres voies que la voie alimentaire (voies respiratoire et cutanée). Or, peu d’études traitent de ces sujets qui concernent particulièrement des professionnels (agriculteurs, horticulteurs, travaux publics, etc.) mais aussi des particuliers (jardiniers amateurs, utilisateurs d’insecticides ménagers…). Il est probable que les problèmes de santé publique soient plus importants dans ces cas qu’avec les aliments.
Enfin, la présence de résidus de pesticides ne concerne pas que les effets sur la santé humaine, mais aussi les effets sur d’autres organismes vivants (végétal ou animal notamment). Le problème pour les gestionnaires de risques est d’autant plus difficile que les effets sont plus ou moins marqués selon l’espèce considérée, et que dans un univers multidimensionnel, il n’est pas aisé d’évaluer le couple bénéfices/risques pour chacune des molécules prise individuellement et en interaction avec d’autres molécules.

## Étiquetage
Chaque produit est assorti d'une homologation pour un ou plusieurs usages spécifiques qui doivent être spécifiés sur l'étiquette. La classe de danger doit également figurer sur l'étiquette, représentée par un logo international.
L'étiquetage ici en question est celui sur l'emballage du pesticide. Pour ce qui est des fruits et légumes à destination de l'alimentation humaine, aucune mention des pesticides utilisés pendant les phases de croissance et maturation n'est mise à disposition pour le consommateur final. En effet, tant que les limites maximales en résidus, sans risque avéré pour la santé, sont respectées (voir chapitre sur Résidus), les traces de pesticides sont légalement acceptées.

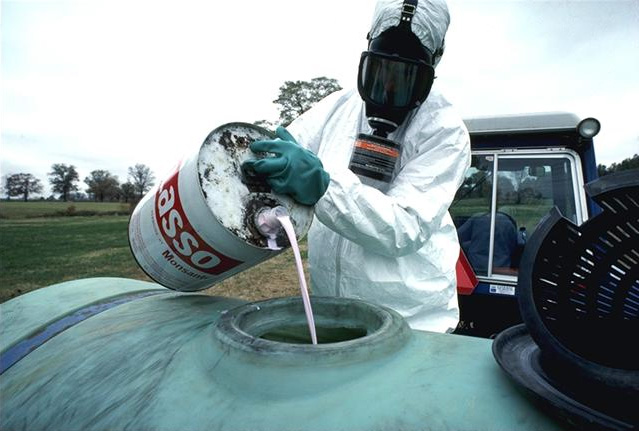
L'usage et la préparation des pesticides fait l'objet de règlementation et précautions particulières, en raison de leur toxicité et parfois de l'inflammabilité des solvants. Ici, utilisation de l'herbicide Lasso de la firme Monsanto.

## Surveillance
On sait maintenant mesurer une partie des molécules utilisées, ainsi que de nombreux résidus, métabolites ou produits de dégradation.
Pour mieux évaluer et cartographier les risques, les épidémiologues et écoépidémiologues auraient besoin de connaître les données commerciales (ventes, commandes) précises et géo-référencées et de pouvoir relier les quantités achetées à celles réellement appliquées par surface chez les producteurs et chez les particuliers. Cependant, en dépit des progrès des systèmes de traçabilité dans l'agroalimentaire, dans le domaine des pesticides, il semble encore difficile de réunir ces données.
Par ailleurs, les pesticides en suspension dans l'air, ou transportés par l'eau et adsorbés sur les particules du sol sont également difficiles à suivre.
Aussi, pour disposer de données et respecter la convention d'Aarhus sur l'accès à l'information environnementale, certains pays construisent-ils des structures de surveillance à long terme, dont la France avec un Observatoire pesticides créé par l'Agence française de sécurité sanitaire de l'environnement et du travail (AFSSET) qui a dès 2007 commencé à mettre en ligne une carte de France interactive donnant accès aux données disponibles sur la présence de résidus de pesticides dans l'air, l'eau, les sols et certaines denrées alimentaires. L'agence encourage les propriétaires de données sur les pesticides à contribuer volontairement à mettre à jour cet outil. Ce site ne donne pas d'information sur où se vendent, et en quelle quantité les différents types de pesticides.
Denrées alimentaires : en Europe, des résultats d'études de résidus sont disponibles sur le site de la direction générale de la Santé et des Consommateurs (DG SANCO).

## Perspectives, recherche et alternatives aux pesticides chimiques de synthèse
Dans un contexte de réglementation croissante, de régression massive des pollinisateurs et d'interdiction de certains produits (dont nombreux organochlorés), les fabricants présentent de nouveaux pesticides comme plus « verts », c'est-à-dire affectant moins l'environnement, plus rapidement (bio)dégradables, en s'appuyant sur les progrès de la bioinformatique (pour le design moléculaire des futurs produits) chimie (« chimie verte » (ex. : ajout de photosensililisateurs accélérant la dégradation de molécules d'un pesticide exposé au soleil) et de la toxicologie des pesticides, le développement de nouvelles cibles biochimiques, le recours accru aux cultures génétiquement modifiées qui permettraient selon eux de réduire la quantité et la variété des pesticides appliqués.
On étudie les possibilités de biodégrader ou métaboliser certains pesticides par des bactéries cultivées (ex. : projet Life-Phytobarre du Laboratoire de biologie cellulaire du CEA), aidé par Life + dans différents types de sols et de climats.
On a aussi vu apparaître des pesticides d'origine microbienne (Bt) ou microbiens. De nombreux micro-organismes bénéfiques candidats existent, qui pourraient faire partie des futurs biopesticides, d'origine naturelle et microbienne (voire virale). Leur développement nécessite toutefois des précautions particulières et méthodes différentes (choix de souches microbiennes, isolement, mise en culture pure, essais biologiques d'efficacité in vitro, ex vivo, in vivo, et en serre puis en plein champ (essais pilotes en conditions réelles d'application). La conservation, le transport, la livraison commerciale et la mise en œuvre d'un pesticide microbien peuvent être facilités par des additifs biocompatibles qui font encore l'objet de recherche. Un grand nombre de brevets de biopesticides ont été développés, mais peu sont disponibles pour l'agriculture industrielle ou la sylviculture, souvent en raison d'une spécificité excessive, ou de problèmes de biosécurité ou de préoccupations environnementales (risque élevé d'effets non ciblés, de mutation…) inconnues en termes d'allergénicité, de toxinogénécité (production de métabolites secondaires toxiques pour des plantes, animaux, champignons ou les humains), pathogénicité (pour les plantes ou les animaux), risque d'utilisation bioterroriste. Des plants ou graines autoprotégés par un microbe symbiote sont également envisageables.
Dans un certain nombre de cas, des alternatives existent, avec des avantages et inconvénients variant selon les contextes et le pas de temps envisagé. Elles diffèrent selon les usages (protection du bois, protection des cultures…) :
- pour le bois : bois rétifié, utilisation de bois naturellement résistant, protection contre l'humidité ;
- pour les cultures : agriculture biologique, lutte intégrée, lutte biologique, cultures associées.

### Bases de données
- Liste officielle des produits phytopharmaceutiques de biocontrôle, site du ministère de l'Agriculture, 2016.
- Pesticide Properties DataBase (PPDB) (base de données multilingue, sur les propriétés physico-chimiques et écotoxicologiques des pesticides, développée par l'unité de recherche sur l'agriculture et l'environnement (URAE) de l'université du Hertfordshire, avec l'aide de l'Europe et d'autres partenaires, pour des pesticides évalués, selon les données disponibles).
- Base de données française du ministère de l'Agriculture, catalogue français sur internet des produits phytopharmaceutiques et de leurs usages.
- COLEOR, téléprocédures de déclaration des essais officiellement reconnus.
- Orius Web, Service de collecte des relevés agronomiques en vue de l'élaboration des « Avertissements agricoles ».
- e-AGRE, Listes des distributeurs et des applicateurs de produits antiparasitaires.
- Données physico-chimiques et toxicologiques sur les pesticides.
- Le catalogue des produits phytopharmaceutiques et de leurs usages des matières fertilisantes et des supports de culture homologués en France.
- Exposition de la population française aux substances chimiques de l’environnement, sur le site de l’Institut de veille sanitaire (InVS) :
  - Tome 1 - Présentation générale de l'étude - Métaux et métalloïdes, 14 mars 2011 ;
  - Tome 2 - Polychlorobiphényles (PCB-NDL) / Pesticides, 29 avril 2013.

### Cartographie des pesticides
- Carte Adonis d'utilisation des pesticides en France (« Carte », sur Solagro (consulté le 2 juillet 2022))

### Filmographie
- Le documentaire Nos enfants nous accuseront, 2008.
- Le documentaire Notre poison quotidien de Marie-Monique Robin, 2010 ; commentaires scientifiques[B 1].
- Le documentaire La mort est dans le pré de Éric Guéret, 2012[B 2],[B 3],[B 4].
- Le documentaire Poisson : élevage en eaux troubles de Nicolas Daniel, 2013.
- Le documentaire Le Roundup face à ses juges de Marie-Monique Robin, 2017.
- Les Sentinelles est un film documentaire français réalisé par Pierre Pézerat, sorti en 2017, qui retrace le combat judiciaire mené par des ouvriers victimes de l'amiante et d'un ouvrier agricole[B 5],[B 6].

Notes biblio
1. ↑  « Le professeur Narbonne répond à Marie-Monique Robin », Agriculture & Environnement, 16 mai 2011.
2. ↑  « La Mort est dans le pré », France 2, 17 avril 2011.
3. ↑  « Charente : les témoignages poignants de La mort est dans le pré », Sud Ouest, 18 avril 2011.
4. ↑  La mort est dans le pré sur le site de Télérama.
5. ↑  « Les Sentinelles », sur Télérama (consulté le 19 février 2019).
6. ↑  « « Les Sentinelles », un film-hommage aux lanceurs d'alerte sur les grands scandales sanitaires », sur France Info, 15 avril 2016.